# Bahnstrecke Massaua–Biscia
| Zwischen Arbaroba und Asmara |                            |                                    |                                    |
| |                            |                                    |                                    |
| Streckenlänge: | 343 (188 km in Betrieb) km |                                    |                                    |
| Spurweite: | 950 mm (ital. Meterspur)   |                                    |                                    |
| Minimaler Radius: | 70 m                       |                                    |                                    |
| |                            |                                    |                                    |
| \| \| 0 \| Massaua-Hafen \| 2 m \| \| \| \| alte Streckenführung \| \| \| \| \| ehemals Halt für Littorina \| \| \| \| \| \| \| \| \| \| Damm über Bucht von Massaua \| 2 m \| \| \| 1,8 \| Massaua (Taulud) „Hauptbahnhof“ \| Massaua (Taulud) „Hauptbahnhof“ \| \| \| \| \| \| \| \| \| Damm über Bucht von Massaua \| 2 m \| \| \| \| Hafenanschluss \| \| \| \| 2,8 \| Edaga Berai \| 2 m \| \| \| 3,8 \| Campo Marte \| 9 m \| \| \| \| Hafenteil Abd el Kader \| \| \| \| \| Saline \| \| \| \| \| \| \| \| \| 4,6 \| Otumlo \| 11 m \| \| \| \| 3-Bogen-Viadukt \| \| \| \| \| Straße Massaua–Asmara \| \| \| \| 7,7 \| Moncullo \| 30 m \| \| \| \| \| \| \| \| \| 14-Bogen-Viadukt über den Obel \| \| \| \| \| \| \| \| \| 13,0 \| Amassat \| 66 m \| \| \| \| 3-Bogen-Viadukt \| \| \| \| \| 5-Bogen-Viadukt \| \| \| \| \| 2-Bogen-Viadukt \| \| \| \| \| 2-Bogen-Viadukt \| \| \| \| \| 2-Bogen-Viadukt \| \| \| \| 19,5 \| Dogali \| 100 m \| \| \| \| 8-Bogen-Viadukt \| \| \| \| \| 12-Bogen-Viadukt \| \| \| \| \| \| \| \| \| \| alte Streckenführung \| \| \| \| \| \| \| \| \| \| \| \| \| \| 27,0 \| Saati \| Saati \| \| \| 29,4 \| Mai Atal \| 168 m \| \| \| 35,9 \| Kreuzung 36 \| 312 m \| \| \| \| Tunnel 1 \| \| \| \| 42,1 \| Kreuzung 42 \| 475 m \| \| \| \| Tunnel 2 \| \| \| \| \| 4-Bogen-Viadukt \| \| \| \| \| 3-Bogen-Viadukt \| \| \| \| 45,0 \| Demas \| 416 m \| \| \| 51,6 \| Kreuzung 52 \| 516 m \| \| \| 57,0 \| Baresa \| 600 m \| \| \| \| 4-Bogen-Viadukt \| \| \| \| 64,2 \| Kreuzung 65 \| 788 m \| \| \| \| 4-Bogen-Viadukt \| \| \| \| \| 5-Bogen-Viadukt \| \| \| \| \| 4-Bogen-Viadukt \| \| \| \| \| Tunnel 3 \| \| \| \| \| Tunnel 4 \| \| \| \| \| 4-Bogen-Viadukt \| \| \| \| \| Tunnel 5 \| \| \| \| \| Mai Adkemom (4 Brücken) \| \| \| \| 69,6 \| Ghinda \| 888 m \| \| \| \| Massaua-Asmara-Seilbahn \| \| \| \| \| 3-Bogen-Viadukt \| Mai Adkemom \| \| \| \| Straße Massaua-Asmara \| \| \| \| 75,0 \| Kreuzung 75 \| 1069 m \| \| \| \| mehrere Wendeschleifen \| \| \| \| \| Tunnel 6 \| \| \| \| \| Straße Massaua-Asmara \| \| \| \| 81,0 \| Embatkalla \| 1274 m \| \| \| \| Tunnel 7 \| \| \| \| \| Tunnel 8 \| \| \| \| \| Tunnel 9 \| \| \| \| \| Straße Massaua-Asmara, alte Trasse \| \| \| \| \| Straße Massaua-Asmara \| \| \| \| \| 5-Bogen-Viadukt \| \| \| \| \| 5-Bogen-Viadukt \| \| \| \| \| Massaua-Asmara-Seilbahn \| \| \| \| 87,0 \| Kreuzung 87 \| 1473 m \| \| \| \| Tunnel 10 \| \| \| \| 93,9 \| Nefasit \| 1671 m \| \| \| \| Straße Massaua-Asmara \| \| \| \| \| Massaua-Asmara-Seilbahn \| \| \| \| \| Tunnel 11 \| \| \| \| 99,2 \| Kreuzung 99 \| 1874 m \| \| \| \| Tunnel 12-16 \| \| \| \| \| Galerie 16bis \| \| \| \| \| Tunnel 17-20 \| \| \| \| 104,9 \| Arbaroba \| 2064 m \| \| \| \| 5-Bogen-Viadukt \| \| \| \| \| Tunnel 21 \| 2084 m \| \| \| 107,4 \| Hinzi \| Hinzi \| \| \| \| 1-Bogen-Viadukt \| \| \| \| \| Tunnel 22 \| 2150 m \| \| \| \| Tunnel 23 \| \| \| \| \| Tunnel 24 \| 2167 m \| \| \| \| Tunnel 25 \| \| \| \| \| Tunnel 26 \| 2200 m \| \| \| \| Tunnel 27 \| 2216 m \| \| \| 110,4 \| Shegerini \| 2246 m \| \| \| \| Tunnel 28 \| 2249 m \| \| \| \| Straße Massaua-Asmara \| \| \| \| \| 4-Bogen-Viadukt \| \| \| \| \| 2-Bogen-Viadukt \| 2298 m \| \| \| \| Tunnel 29 \| \| \| \| 115,0 \| Kreuzung 115 \| 2394 m \| \| \| \| Anschlussgleis \| \| \| \| 117,6 \| Asmara \| 2342 m \| \| \| 120,0 \| Gagiret \| Gagiret \| \| \| 127,2 \| Tzada Cristian \| 2292 m \| \| \| 137,2 \| Zazegà \| 2217 m \| \| \| \| \| \| \| \| \| \| \| \| \| \| \| \| \| \| \| \| \| \| \| \| Tunnel 30 \| \| \| \| 148,5 \| Dem Sebai \| 1988 m \| \| \| \| \| \| \| \| \| \| \| \| \| \| \| \| \| \| 156,5 \| Adennà \| 1907 m \| \| \| \| Tunnel 31 \| \| \| \| 164,9 \| Abrascicò \| 1783 m \| \| \| \| \| \| \| \| 176,3 \| Amba Derhò \| 1688 m \| \| \| \| Tunnel 32 \| \| \| \| \| Tunnel 33 \| \| \| \| 185,7 \| Furkutù \| 1635 m \| \| \| 195,3 \| Ela Berhèd \| 1468 m \| \| \| \| \| \| \| \| \| Tunnel 34 \| \| \| \| \| \| \| \| \| \| \| \| \| \| 209,0 \| Adi Hidrum \| Adi Hidrum \| \| \| 212,3 \| Halib Mentèl \| 1423 m \| \| \| \| \| \| \| \| \| Ghelu \| \| \| \| \| \| \| \| \| 222,0 \| Keren Villagio \| Keren Villagio \| \| \| 223,9 \| Keren \| 1390 m \| \| \| \| \| \| \| \| \| \| \| \| \| \| \| \| \| \| \| 4 Bogen \| \| \| \| 232,0 \| 6 Bogen \| 6 Bogen \| \| \| 236,0 \| Asciadira \| 1204 m \| \| \| \| 4 Bogen \| \| \| \| \| \| \| \| \| \| \| \| \| \| \| \| \| \| \| 241,0 \| Hagaz \| Hagaz \| \| \| \| 3 Bogen \| \| \| \| 249,0 \| Hummet \| 935 m \| \| \| \| 3 Bogen \| \| \| \| 256,8 \| Agàt \| 864 m \| \| \| \| 5 Bogen \| \| \| \| 265,7 \| Dorotài \| 795 m \| \| \| \| 3-spännige Betonbrücke \| \| \| \| 273,6 \| Mài Adartè \| 750 m \| \| \| \| \| \| \| \| 286,7 \| Umfutàt \| 669 m \| \| \| 291,0 \| Engerne \| Engerne \| \| \| 298,5 \| Carobel \| 677 m \| \| \| \| Stahlgitterbrücke 3 Segmente \| \| \| \| \| Stahlgitterbrücke 3 Segmente \| \| \| \| \| 3 Bogen \| \| \| \| 310,4 \| Ak’ordat \| 650 m[2] \| \| \| 326,0 \| Algheden \| Algheden \| \| \| 343,0 \| Biscia \| 715 m \| \| \| 351,0 \| Ausbau Ende \| Ausbau Ende \| |                            |                                    |                                    |
| Kopfbahnhof Streckenanfang | 0                          | Massaua-Hafen                      | 2 m                                |
| Abzweig geradeaus und ehemals nach links · Strecke von rechts (außer Betrieb) |                            | alte Streckenführung               | alte Streckenführung               |
| ehemaliger Haltepunkt / Haltestelle · Strecke (außer Betrieb) |                            | ehemals Halt für Littorina         | ehemals Halt für Littorina         |
| Abzweig geradeaus und ehemals von links · Strecke nach rechts (außer Betrieb) |                            |                                    |                                    |
| |                            | Damm über Bucht von Massaua        | 2 m                                |
| ehemaliger Haltepunkt / Haltestelle · Kopfbahnhof Streckenanfang | 1,8                        | Massaua (Taulud) „Hauptbahnhof“    | Massaua (Taulud) „Hauptbahnhof“    |
| Abzweig geradeaus und von links · Strecke nach rechts |                            |                                    |                                    |
| |                            | Damm über Bucht von Massaua        | 2 m                                |
| Abzweig geradeaus und ehemals von rechts |                            | Hafenanschluss                     | Hafenanschluss                     |
| ehemaliger Haltepunkt / Haltestelle | 2,8                        | Edaga Berai                        | 2 m                                |
| ehemaliger Haltepunkt / Haltestelle | 3,8                        | Campo Marte                        | 9 m                                |
| Kopfbahnhof Streckenanfang (Strecke außer Betrieb) · Strecke |                            | Hafenteil Abd el Kader             | Hafenteil Abd el Kader             |
| Bahnhof (Strecke außer Betrieb) · Strecke |                            | Saline                             | Saline                             |
| Strecke nach links (außer Betrieb) · Abzweig geradeaus und ehemals von rechts |                            |                                    |                                    |
| ehemaliger Bahnhof | 4,6                        | Otumlo                             | 11 m                               |
| Brücke |                            | 3-Bogen-Viadukt                    | 3-Bogen-Viadukt                    |
| Strecke mit Straßenbrücke |                            | Straße Massaua–Asmara              | Straße Massaua–Asmara              |
| Bahnhof | 7,7                        | Moncullo                           | 30 m                               |
| Strecke von links (außer Betrieb) · Abzweig geradeaus und ehemals nach rechts |                            |                                    |                                    |
| Brücke über Wasserlauf (Strecke außer Betrieb) · Brücke über Wasserlauf |                            | 14-Bogen-Viadukt über den Obel     | 14-Bogen-Viadukt über den Obel     |
| Strecke nach links (außer Betrieb) · Abzweig geradeaus und ehemals von rechts |                            |                                    |                                    |
| ehemalige Blockstelle | 13,0                       | Amassat                            | 66 m                               |
| Brücke |                            | 3-Bogen-Viadukt                    | 3-Bogen-Viadukt                    |
| Brücke |                            | 5-Bogen-Viadukt                    | 5-Bogen-Viadukt                    |
| Brücke |                            | 2-Bogen-Viadukt                    | 2-Bogen-Viadukt                    |
| Brücke |                            | 2-Bogen-Viadukt                    | 2-Bogen-Viadukt                    |
| Brücke |                            | 2-Bogen-Viadukt                    | 2-Bogen-Viadukt                    |
| Bahnhof | 19,5                       | Dogali                             | 100 m                              |
| Brücke |                            | 8-Bogen-Viadukt                    | 8-Bogen-Viadukt                    |
| Brücke |                            | 12-Bogen-Viadukt                   | 12-Bogen-Viadukt                   |
| Strecke von links (außer Betrieb) · Abzweig geradeaus und ehemals nach rechts |                            |                                    |                                    |
| Brücke über Wasserlauf (Strecke außer Betrieb) · Strecke |                            | alte Streckenführung               | alte Streckenführung               |
| Strecke nach links (außer Betrieb) · Abzweig geradeaus und ehemals von rechts |                            |                                    |                                    |
| Strecke von links (außer Betrieb) · Abzweig geradeaus und ehemals nach rechts |                            |                                    |                                    |
| Kopfbahnhof Streckenende (Strecke außer Betrieb) · Strecke | 27,0                       | Saati                              | Saati                              |
| Bahnhof | 29,4                       | Mai Atal                           | 168 m                              |
| Blockstelle | 35,9                       | Kreuzung 36                        | 312 m                              |
| Tunnel |                            | Tunnel 1                           | Tunnel 1                           |
| ehemalige Blockstelle | 42,1                       | Kreuzung 42                        | 475 m                              |
| Tunnel |                            | Tunnel 2                           | Tunnel 2                           |
| Brücke |                            | 4-Bogen-Viadukt                    | 4-Bogen-Viadukt                    |
| Brücke |                            | 3-Bogen-Viadukt                    | 3-Bogen-Viadukt                    |
| Bahnhof | 45,0                       | Demas                              | 416 m                              |
| Blockstelle | 51,6                       | Kreuzung 52                        | 516 m                              |
| Bahnhof | 57,0                       | Baresa                             | 600 m                              |
| Brücke |                            | 4-Bogen-Viadukt                    | 4-Bogen-Viadukt                    |
| ehemalige Blockstelle | 64,2                       | Kreuzung 65                        | 788 m                              |
| Brücke |                            | 4-Bogen-Viadukt                    | 4-Bogen-Viadukt                    |
| Brücke |                            | 5-Bogen-Viadukt                    | 5-Bogen-Viadukt                    |
| Brücke |                            | 4-Bogen-Viadukt                    | 4-Bogen-Viadukt                    |
| Tunnel |                            | Tunnel 3                           | Tunnel 3                           |
| Tunnel |                            | Tunnel 4                           | Tunnel 4                           |
| Brücke |                            | 4-Bogen-Viadukt                    | 4-Bogen-Viadukt                    |
| Tunnel |                            | Tunnel 5                           | Tunnel 5                           |
| Brücke über Wasserlauf |                            | Mai Adkemom (4 Brücken)            | Mai Adkemom (4 Brücken)            |
| Bahnhof | 69,6                       | Ghinda                             | 888 m                              |
| Kreuzung mit U-Bahn (Querstrecke außer Betrieb) |                            | Massaua-Asmara-Seilbahn            | Massaua-Asmara-Seilbahn            |
| Brücke |                            | 3-Bogen-Viadukt                    | Mai Adkemom                        |
| Bahnübergang |                            | Straße Massaua-Asmara              | Straße Massaua-Asmara              |
| Blockstelle | 75,0                       | Kreuzung 75                        | 1069 m                             |
| Strecke |                            | mehrere Wendeschleifen             | mehrere Wendeschleifen             |
| Tunnel |                            | Tunnel 6                           | Tunnel 6                           |
| Strecke mit Straßenbrücke |                            | Straße Massaua-Asmara              | Straße Massaua-Asmara              |
| Bahnhof | 81,0                       | Embatkalla                         | 1274 m                             |
| Tunnel |                            | Tunnel 7                           | Tunnel 7                           |
| Tunnel |                            | Tunnel 8                           | Tunnel 8                           |
| Tunnel |                            | Tunnel 9                           | Tunnel 9                           |
| Brücke |                            | Straße Massaua-Asmara, alte Trasse | Straße Massaua-Asmara, alte Trasse |
| Bahnübergang |                            | Straße Massaua-Asmara              | Straße Massaua-Asmara              |
| Brücke |                            | 5-Bogen-Viadukt                    | 5-Bogen-Viadukt                    |
| Brücke |                            | 5-Bogen-Viadukt                    | 5-Bogen-Viadukt                    |
| Kreuzung mit U-Bahn (Querstrecke außer Betrieb) |                            | Massaua-Asmara-Seilbahn            | Massaua-Asmara-Seilbahn            |
| Blockstelle | 87,0                       | Kreuzung 87                        | 1473 m                             |
| Tunnel |                            | Tunnel 10                          | Tunnel 10                          |
| Bahnhof | 93,9                       | Nefasit                            | 1671 m                             |
| Strecke mit Straßenbrücke |                            | Straße Massaua-Asmara              | Straße Massaua-Asmara              |
| Kreuzung mit U-Bahn (Querstrecke außer Betrieb) |                            | Massaua-Asmara-Seilbahn            | Massaua-Asmara-Seilbahn            |
| Tunnel |                            | Tunnel 11                          | Tunnel 11                          |
| Blockstelle | 99,2                       | Kreuzung 99                        | 1874 m                             |
| Tunnel |                            | Tunnel 12-16                       | Tunnel 12-16                       |
| Tunnel |                            | Galerie 16bis                      | Galerie 16bis                      |
| Tunnel |                            | Tunnel 17-20                       | Tunnel 17-20                       |
| Bahnhof | 104,9                      | Arbaroba                           | 2064 m                             |
| Brücke |                            | 5-Bogen-Viadukt                    | 5-Bogen-Viadukt                    |
| Tunnel |                            | Tunnel 21                          | 2084 m                             |
| ehemalige Blockstelle | 107,4                      | Hinzi                              | Hinzi                              |
| Brücke |                            | 1-Bogen-Viadukt                    | 1-Bogen-Viadukt                    |
| Tunnel |                            | Tunnel 22                          | 2150 m                             |
| Tunnel |                            | Tunnel 23                          | Tunnel 23                          |
| Tunnel |                            | Tunnel 24                          | 2167 m                             |
| Tunnel |                            | Tunnel 25                          | Tunnel 25                          |
| Tunnel |                            | Tunnel 26                          | 2200 m                             |
| Tunnel |                            | Tunnel 27                          | 2216 m                             |
| Bahnhof | 110,4                      | Shegerini                          | 2246 m                             |
| Tunnel |                            | Tunnel 28                          | 2249 m                             |
| Strecke mit Straßenbrücke |                            | Straße Massaua-Asmara              | Straße Massaua-Asmara              |
| Brücke |                            | 4-Bogen-Viadukt                    | 4-Bogen-Viadukt                    |
| Brücke |                            | 2-Bogen-Viadukt                    | 2298 m                             |
| Tunnel |                            | Tunnel 29                          | Tunnel 29                          |
| Blockstelle | 115,0                      | Kreuzung 115                       | 2394 m                             |
| Abzweig geradeaus und ehemals von rechts |                            | Anschlussgleis                     | Anschlussgleis                     |
| Kopfbahnhof Strecke ab hier außer Betrieb | 117,6                      | Asmara                             | 2342 m                             |
| Haltepunkt / Haltestelle (Strecke außer Betrieb) | 120,0                      | Gagiret                            | Gagiret                            |
| Haltepunkt / Haltestelle (Strecke außer Betrieb) | 127,2                      | Tzada Cristian                     | 2292 m                             |
| Haltepunkt / Haltestelle (Strecke außer Betrieb) | 137,2                      | Zazegà                             | 2217 m                             |
| Brücke (Strecke außer Betrieb) |                            |                                    |                                    |
| Brücke (Strecke außer Betrieb) |                            |                                    |                                    |
| Brücke (Strecke außer Betrieb) |                            |                                    |                                    |
| Brücke (Strecke außer Betrieb) |                            |                                    |                                    |
| Tunnel (Strecke außer Betrieb) |                            | Tunnel 30                          | Tunnel 30                          |
| Haltepunkt / Haltestelle (Strecke außer Betrieb) | 148,5                      | Dem Sebai                          | 1988 m                             |
| Brücke (Strecke außer Betrieb) |                            |                                    |                                    |
| Brücke (Strecke außer Betrieb) |                            |                                    |                                    |
| Brücke (Strecke außer Betrieb) |                            |                                    |                                    |
| Haltepunkt / Haltestelle (Strecke außer Betrieb) | 156,5                      | Adennà                             | 1907 m                             |
| Tunnel (Strecke außer Betrieb) |                            | Tunnel 31                          | Tunnel 31                          |
| Haltepunkt / Haltestelle (Strecke außer Betrieb) | 164,9                      | Abrascicò                          | 1783 m                             |
| Brücke (Strecke außer Betrieb) |                            |                                    |                                    |
| Haltepunkt / Haltestelle (Strecke außer Betrieb) | 176,3                      | Amba Derhò                         | 1688 m                             |
| Tunnel (Strecke außer Betrieb) |                            | Tunnel 32                          | Tunnel 32                          |
| Tunnel (Strecke außer Betrieb) |                            | Tunnel 33                          | Tunnel 33                          |
| Haltepunkt / Haltestelle (Strecke außer Betrieb) | 185,7                      | Furkutù                            | 1635 m                             |
| Haltepunkt / Haltestelle (Strecke außer Betrieb) | 195,3                      | Ela Berhèd                         | 1468 m                             |
| Brücke (Strecke außer Betrieb) |                            |                                    |                                    |
| Tunnel (Strecke außer Betrieb) |                            | Tunnel 34                          | Tunnel 34                          |
| Brücke (Strecke außer Betrieb) |                            |                                    |                                    |
| Brücke (Strecke außer Betrieb) |                            |                                    |                                    |
| Haltepunkt / Haltestelle (Strecke außer Betrieb) | 209,0                      | Adi Hidrum                         | Adi Hidrum                         |
| Haltepunkt / Haltestelle (Strecke außer Betrieb) | 212,3                      | Halib Mentèl                       | 1423 m                             |
| Brücke (Strecke außer Betrieb) |                            |                                    |                                    |
| Haltepunkt / Haltestelle (Strecke außer Betrieb) |                            | Ghelu                              | Ghelu                              |
| Brücke (Strecke außer Betrieb) |                            |                                    |                                    |
| Haltepunkt / Haltestelle (Strecke außer Betrieb) | 222,0                      | Keren Villagio                     | Keren Villagio                     |
| Bahnhof (Strecke außer Betrieb) | 223,9                      | Keren                              | 1390 m                             |
| Tunnel (Strecke außer Betrieb) |                            |                                    |                                    |
| Tunnel (Strecke außer Betrieb) |                            |                                    |                                    |
| Tunnel (Strecke außer Betrieb) |                            |                                    |                                    |
| Brücke (Strecke außer Betrieb) |                            | 4 Bogen                            | 4 Bogen                            |
| Brücke (Strecke außer Betrieb) | 232,0                      | 6 Bogen                            | 6 Bogen                            |
| Haltepunkt / Haltestelle (Strecke außer Betrieb) | 236,0                      | Asciadira                          | 1204 m                             |
| Brücke (Strecke außer Betrieb) |                            | 4 Bogen                            | 4 Bogen                            |
| Tunnel (Strecke außer Betrieb) |                            |                                    |                                    |
| Brücke (Strecke außer Betrieb) |                            |                                    |                                    |
| Brücke (Strecke außer Betrieb) |                            |                                    |                                    |
| Haltepunkt / Haltestelle (Strecke außer Betrieb) | 241,0                      | Hagaz                              | Hagaz                              |
| Brücke (Strecke außer Betrieb) |                            | 3 Bogen                            | 3 Bogen                            |
| Haltepunkt / Haltestelle (Strecke außer Betrieb) | 249,0                      | Hummet                             | 935 m                              |
| Brücke (Strecke außer Betrieb) |                            | 3 Bogen                            | 3 Bogen                            |
| Haltepunkt / Haltestelle (Strecke außer Betrieb) | 256,8                      | Agàt                               | 864 m                              |
| Brücke (Strecke außer Betrieb) |                            | 5 Bogen                            | 5 Bogen                            |
| Haltepunkt / Haltestelle (Strecke außer Betrieb) | 265,7                      | Dorotài                            | 795 m                              |
| Brücke (Strecke außer Betrieb) |                            | 3-spännige Betonbrücke             | 3-spännige Betonbrücke             |
| Haltepunkt / Haltestelle (Strecke außer Betrieb) | 273,6                      | Mài Adartè                         | 750 m                              |
| Brücke (Strecke außer Betrieb) |                            |                                    |                                    |
| Haltepunkt / Haltestelle (Strecke außer Betrieb) | 286,7                      | Umfutàt                            | 669 m                              |
| Haltepunkt / Haltestelle (Strecke außer Betrieb) | 291,0                      | Engerne                            | Engerne                            |
| Haltepunkt / Haltestelle (Strecke außer Betrieb) | 298,5                      | Carobel                            | 677 m                              |
| Brücke (Strecke außer Betrieb) |                            | Stahlgitterbrücke 3 Segmente       | Stahlgitterbrücke 3 Segmente       |
| Brücke (Strecke außer Betrieb) |                            | Stahlgitterbrücke 3 Segmente       | Stahlgitterbrücke 3 Segmente       |
| Brücke (Strecke außer Betrieb) |                            | 3 Bogen                            | 3 Bogen                            |
| Bahnhof (Strecke außer Betrieb) | 310,4                      | Ak’ordat                           | 650 m                              |
| Haltepunkt / Haltestelle (Strecke außer Betrieb) | 326,0                      | Algheden                           | Algheden                           |
| Bahnhof (Strecke außer Betrieb) | 343,0                      | Biscia                             | 715 m                              |
| | 351,0                      | Ausbau Ende                        | Ausbau Ende                        |

Die Bahnstrecke Massaua–Biscia (italienisch Ferrovia Massaua–Biscia) ist eine Schmalspurbahn mit einer Spurweite von 950 mm in Eritrea. Sie führt heute von der Hafenstadt Massaua nach Asmara und reichte früher weiter bis Biscia (Bischia). Die Strecke hatte zu Kolonialzeiten große wirtschaftliche und militärische Bedeutung. Im Eritreischen Unabhängigkeitskrieg wurde sie so sehr beschädigt, dass der Betrieb 1976 eingestellt werden musste. 1995 begann der nun unabhängige eritreische Staat mit ihrem Wiederaufbau zwischen Massaua und Asmara. Derzeit wird die Strecke nur für touristische Zwecke genutzt. Es bestehen Ausbaupläne.

## Geschichte

### Bau

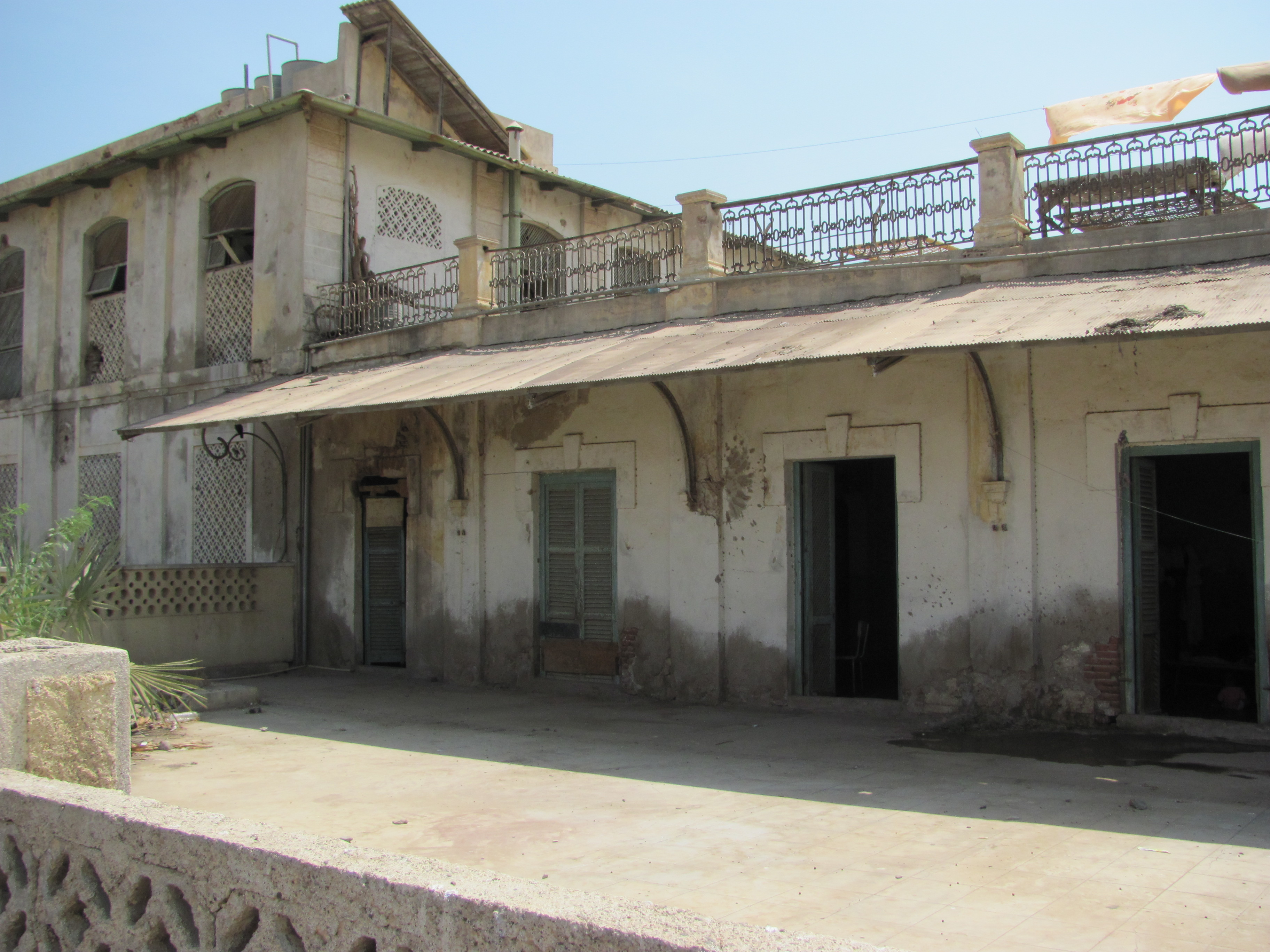
Ehemaliges Empfangsgebäude des Bahnhofs Massaua-Taulud

Zur Konsolidierung der frisch eroberten Kolonie Eritrea wurde vom italienischen Militär zwischen 1887 und 1888 eine Schmalspurbahn mit einer Spurweite von 750 mm von der Hafenstadt Massaua (it. Massaia) bis zur 27 km entfernten Festung Saati gebaut. Diese Ferrovia Massaua–Saati war zunächst eine reine Militäreisenbahn. 1895 stellten Ingenieure der italienischen Ferrovie Meridionali Sarde Pläne für eine Verlängerung der Bahn zwischen Dogali an der existierenden Strecke und Kassala im heutigen Sudan vor.
1897 wurde die Kolonialverwaltung von Massaua nach Asmara verlegt, einer damals unbedeutenden Ortschaft auf der Hochebene, die somit zur Hauptstadt der Kolonie wurde. 1898 wurde die Verantwortung für die Bahn auf die Zivilverwaltung übertragen und zugleich die Entscheidung getroffen, die bestehende Strecke auf die in Italien übliche Schmalspur-Spurweite von 950 mm umzuspuren, in dieser Ausführung den Bau fortzusetzen und nach Asmara voranzutreiben. Noch heute sind diese beiden Streckenteile in den Unterschieden der baulichen Ausführung der Brücken zu erkennen: Unterhalb von Mai Atal sind die Brückenbogen als Segmentbogen ausgeführt, oberhalb als Rundbogen.
Seit 1900 wurde die Bahn unter dem Namen Ferrovie Eritree (FE) betrieben. Ghinda (km 69,4), die wichtigste Zwischenstation, wurde 1904 erreicht. Von Ghinda in 888 m Höhe über dem Meeresspiegel musste bis Asmara in 2349 m Höhe auf nur 20 km Luftlinie eine Höhendifferenz von 1461 m überwunden werden. Da eine maximale Neigung von 35 ‰ nicht über- und ein maximaler Bogenhalbmesser von 70 Meter nicht unterschritten werden sollte, wurde eine Trasse von 48,2 km Streckenkilometern mit 24 Tunneln (von insgesamt 29 – der längste misst 372 m), einer Galerie und 65 Brücken errichtet. Mit dieser technischen Meisterleistung wurde 1911 Asmara erreicht. Insgesamt soll die Strecke zwischen Massaua und Asmara 667 Kurven aufweisen. Nach dem Fahrplan von 1912 verkehrten auf der Strecke wöchentlich in jeder Richtung 3 Personenzüge, die für die Bergfahrt sechs Stunden, für die Talfahrt 5 ½ Stunden benötigten.
1918 schloss die Ferrovie Eritrée (FE) einen Vertrag mit einer privaten Mailänder Handels- und Finanzfirma über den Weiterbau der Bahn nach Westen und deren Anschluss an die Eisenbahn im Sudan. Der Weiterbau erfolgte in mehreren Abschnitten. Keren (it. Cheren: 221,7 km, 1390 m.) wurde 1922 erreicht, Agordat (306,3 km, 650 m) 1928 und Biscia (337 km, 715 m) 1932. Die Verbindung nach Tessenai, von wo aus Anschluss an die kapspurige Eisenbahn im Sudan gewonnen werden sollte, kam nicht mehr zustande. Auf dem westlichen Streckenabschnitt bis Biscia konnte die maximale Neigung auf ungefähr 25 ‰ begrenzt werden. Die zulässige Achslast auf der gesamten Strecke beträgt 12 Tonnen.

### Aufschwung vor dem Italienisch-Äthiopischen Krieg
1928 beförderte die Bahn zwischen Massaua und Asmara 100.000 Reisende. Ab etwa 1935 waren Littorinas, Dieseltriebwagen, im Einsatz, die ausschließlich 28 Sitzplätze der ersten Klasse führten und für die Strecke knapp vier Stunden benötigten.
Im Güterverkehr sind aufgrund der Steigungen die Lasten eng begrenzt. Die Mallet-Lokomotiven konnten 90 Tonnen ziehen (etwa acht beladene Güterwagen), die anderen waren auf 50 Tonnen (etwa fünf Güterwagen) beschränkt. Mit der Vorbereitung des Eroberungskriegs gegen Äthiopien gewann die Eisenbahn an Bedeutung und die FE wurde stark belastet. 1935 eroberte Italien Äthiopien, gliederte es seinem Kolonialreich ein und bildete aus Äthiopien, Eritrea und Italienisch-Somaliland die neue Kolonie Italienisch-Ostafrika. Die Bahnen dieses Gebietes erhielten eine gemeinsame Verwaltung: Società Nazionale per le Ferrovie Coloniali Italiane. Nach einem offiziellen Bericht aus dem Jahr 1936 war der Abschnitt Massawi–Asmara mit 38 Zügen täglich belegt, für eine eingleisige Strecke mit wenigen Kreuzungsmöglichkeiten grenzwertig. Diese Belastung dauerte bis etwa Ende 1938 an. Die Bahn beschäftigte bis zu 30.000 Menschen und war der größte Arbeitgeber im Land. Die Anforderungen des Militärs konnte die Bahn trotzdem nicht erfüllen, so dass eine 75 km lange Materialseilbahn – in etwa parallel zur Eisenbahn – gebaut wurde, die Massaua-Asmara-Seilbahn.

### Niedergang im und nach dem Zweiten Weltkrieg

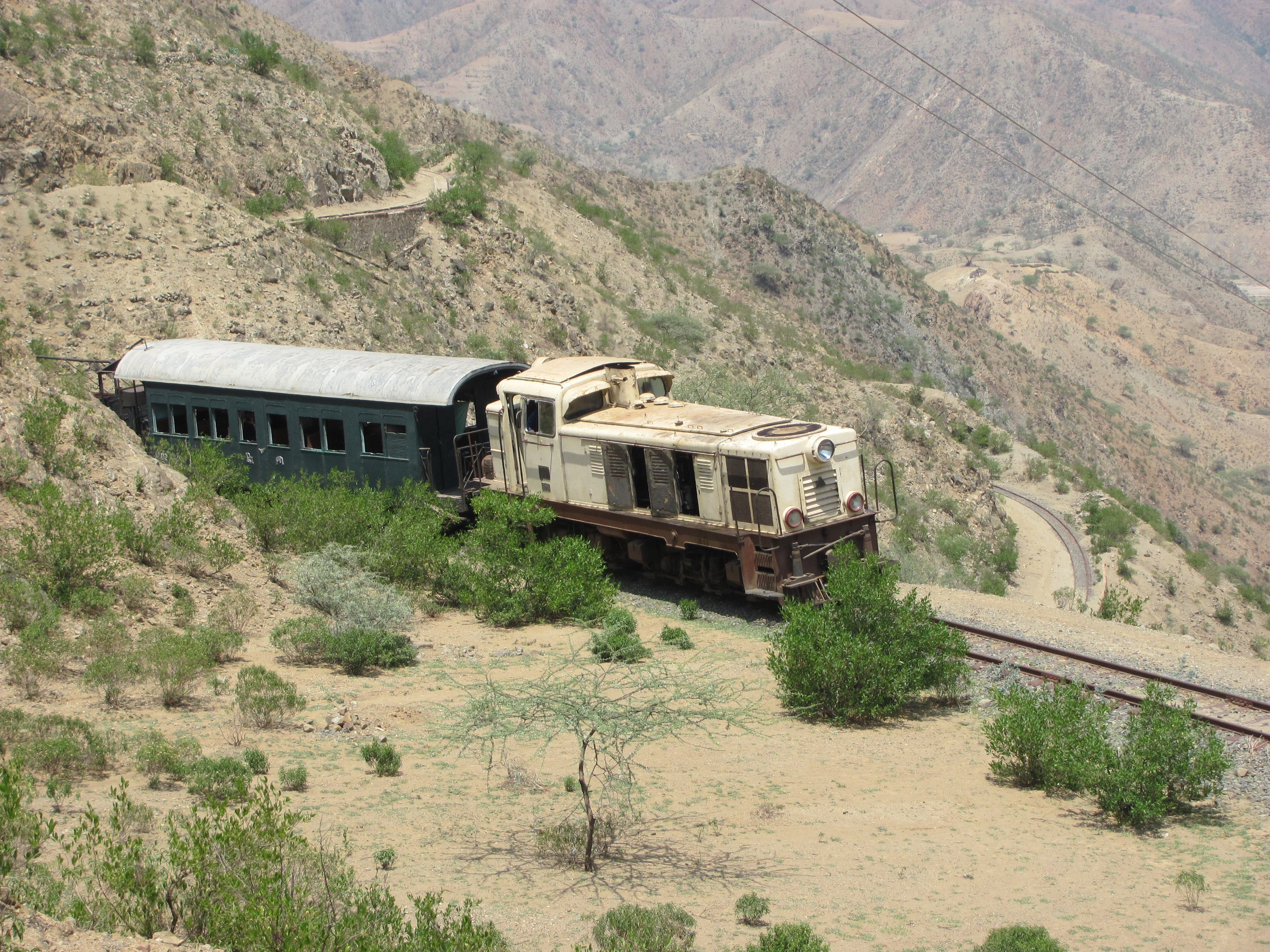
Zwischen Ghinda und Embatkalla

Im Zweiten Weltkrieg trieb die britische Armee, ausgehend vom sudanesischen Streckennetz, die Bahnstrecke Malawiya–Tessenai in der im Sudan verwendeten Kapspur nach Eritrea vor, die letztendlich bis etwa 38 km westlich von Tessenai reichte. Der Lückenschluss zu der Bahnstrecke Massawi–Asmara gelang jedoch nicht.
Nach der Niederlage Italiens im Ostafrikafeldzug 1941 und dem damit verbundenen Verlust Italienisch-Ostafrikas verwerteten die neuen britischen Machthaber die Anlagen der Bahn teilweise als Reparationsleistungen. Dazu zählten Lokomotiven, 300 Wagen, das Gleismaterial zwischen Argodat und Biscia sowie das bereits im Land befindliche Material zum Weiterbau der Strecke bis Gonder.
Nach der Föderation von Eritrea und Äthiopien 1952 wurde die Bahn von der Kaiserlichen Staatseisenbahn und -seilbahnverwaltung in Eritrea betrieben. Im Geschäftsjahr 1955/56 wurden ca. 20 Mio. Passagierkilometer und 22 Mio. Tonnenkilometer erbracht. Der Gewinn der Eisenbahn stellte einen erheblichen Anteil der staatlichen Einnahmen dar.
Nach der Annexion von Eritrea durch Äthiopien 1962 firmierte die Bahn als Northern Ethiopian Railway (NER). Noch 1965 verkehrten 30 Züge täglich auf der Strecke, wurden jährlich 500.000 Fahrgäste und 200.000 t Güter befördert. In diesen Jahren wurde die Straße zwischen Asmara und Massawi ausgebaut. Die Kohle für den Betrieb der Dampflokomotiven wurde in dieser Zeit aus den Vereinigten Staaten von Amerika bezogen, was teuer war und die Bahn weiter ins ökonomische Abseits führte. Der Eritreische Unabhängigkeitskrieg (1962–1991) führte Mitte der 1970er Jahre zu einer so weitgehenden Beschädigung der Bahnanlagen, dass der Betrieb 1976 eingestellt werden musste.

### Neuaufbau der Strecke Massaua–Asmara

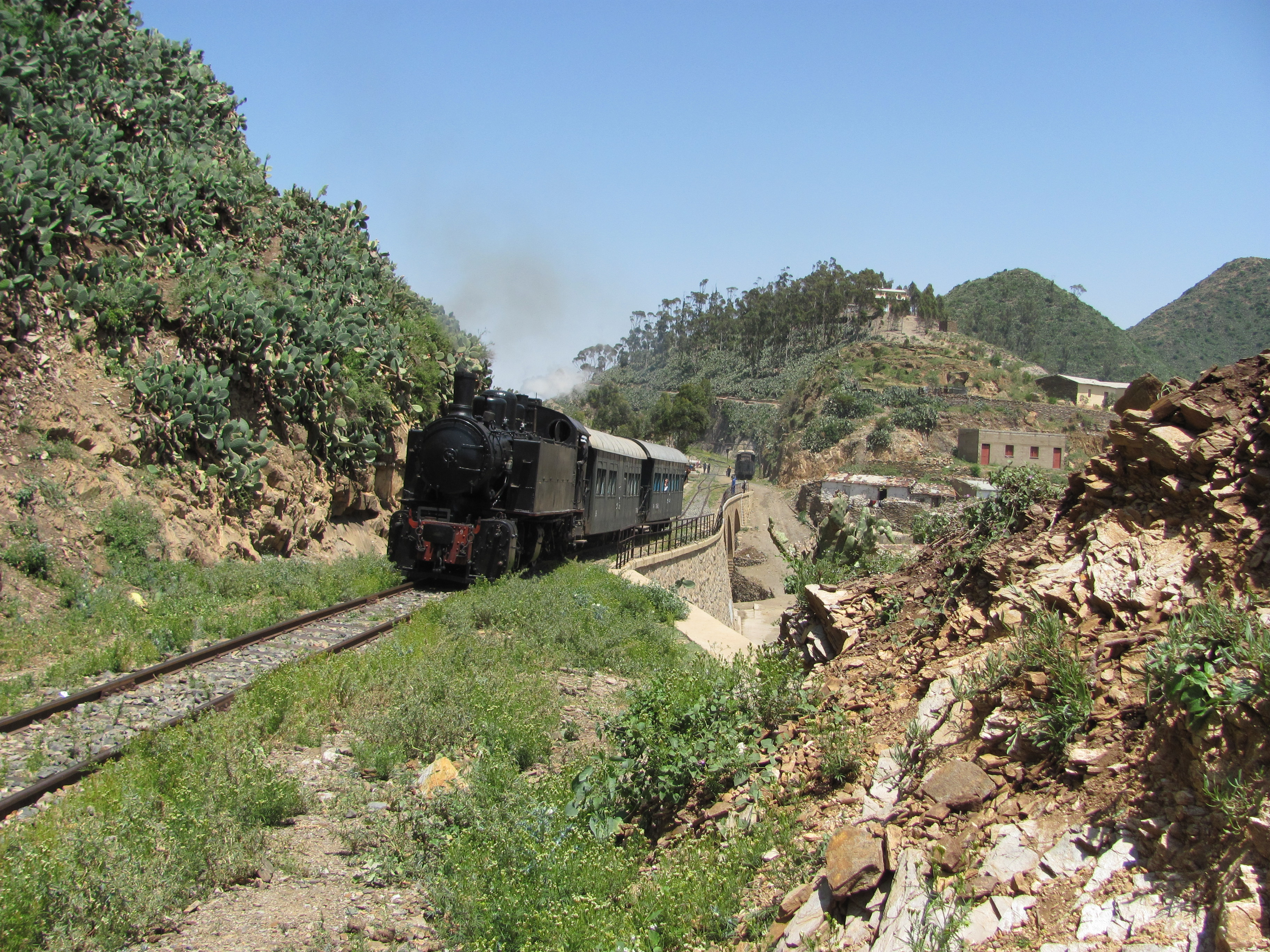
Ausfahrt des Planzuges aus dem Bahnhof Arbaroba Richtung Asmara

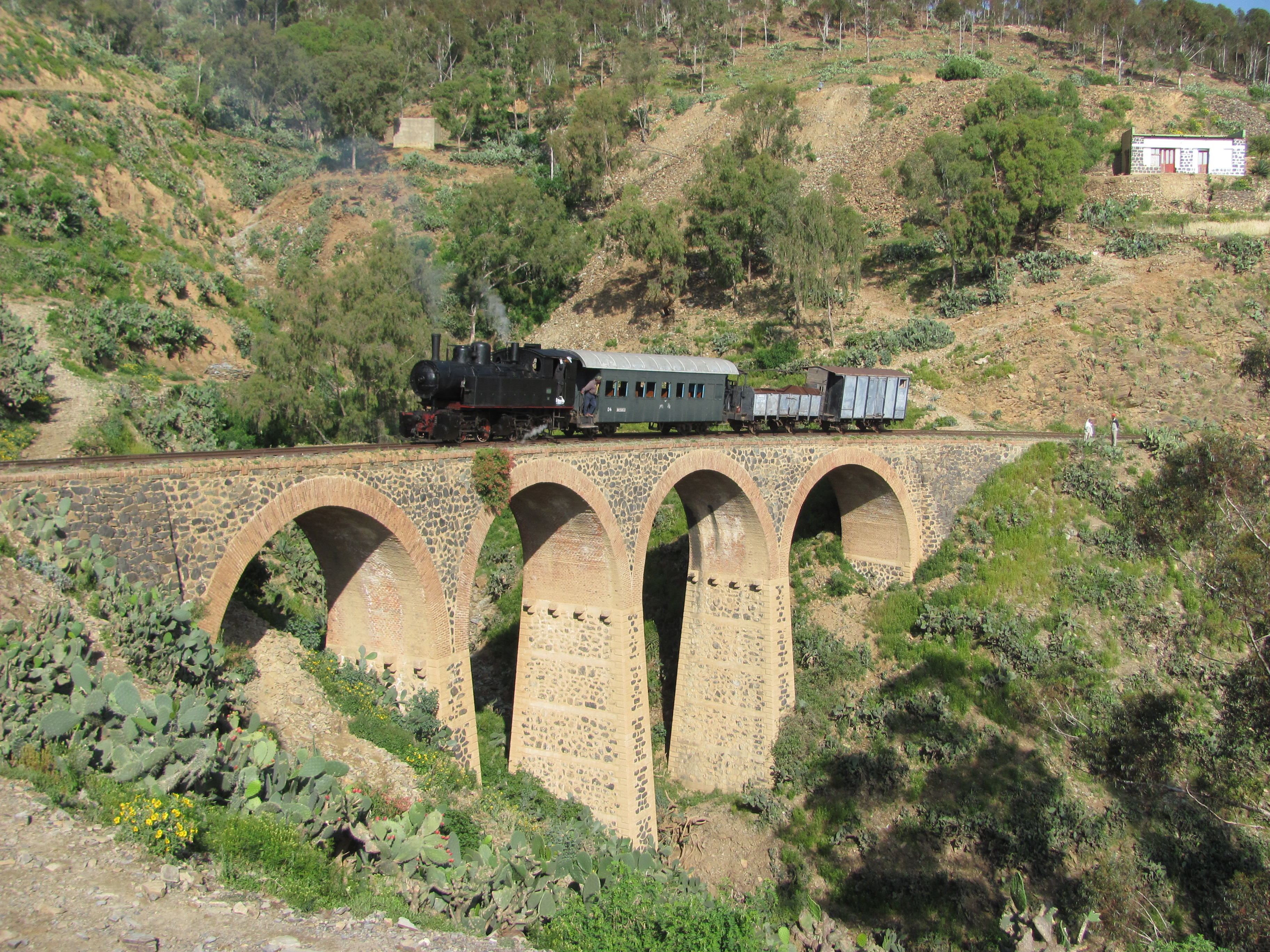
Sonderzug oberhalb von Sherigini

1994 begann der 1993 neu gegründete Staat Eritrea mit dem Wiederaufbau der Bahnstrecke und noch im selben Jahr wurde ein Vorort-Verkehr in Massaua aufgenommen. Die Gründe hierfür waren weniger wirtschaftlicher Natur, fast der gesamte Güterverkehr wird heute mit Lastkraftwagen abgewickelt. Der Wiederaufbau der Bahn hatte für den Staat einen hohen Symbolwert. Die Aufbauarbeiten erfolgten unter widrigen Bedingungen und mit einfachsten Mitteln. Durch Einberufung vieler Mitarbeiter zum Militär wurde der Wiederaufbau verzögert. 1996 erreichte die neu aufgebaute Strecke Ghinda, 2004 war die Verbindung zwischen Massaua und Asmara wiederhergestellt. Zu diesem Anlass wurde eine Serie Sonderbriefmarken der eritreischen Post aufgelegt.
Zu den größten Herausforderungen gehörte der Wissenstransfer von den „alten“ Eisenbahnern, die teilweise über 80 Jahre alt waren, an die junge Generation. Die Dänischen Staatsbahnen (DSB) hatten die Ausrüstung des von ihnen geschlossenen Ausbesserungswerkes Aarhus im Wert von 200.000–300.000 Euro der eritreischen Eisenbahn geschenkt und die Maersk Line, die damit durch dänisches Recht auferlegte soziale Verpflichtungen erfüllte, den Transport in zwei Containern bezahlt. Die beiden Container trafen am 3. Dezember 2010 im Hafen Massaua ein und wurden in einer zweitägigen Fahrt von zwei Mallet-Dampflokomotiven nach Asmara gebracht, wo sie am 5. Dezember eintrafen. Die DSB unterstützten zudem die Aktion mit Technikern, die die örtlichen Kräfte in die Handhabung des Gerätes einwiesen. 2011 soll eine Nachschulung stattfinden. Die Idee entstammte einer Gruppe von Eisenbahnenthusiasten, die die Strecke im Frühjahr 2010 bereist hatten. Verbunden war die Spende mit einem Studienaufenthalt des Leiters der Ausbesserungswerkstatt in Asmara und eines Eisenbahningenieurs bei der Dänischen Staatsbahn im September 2010, um in den Betrieb der Maschinen und Geräte eingewiesen zu werden. Dem schloss sich ein Besuch bei den Harzer Schmalspurbahnen an, womit eine der eritreischen Eisenbahn einigermaßen vergleichbare, aber mit moderner Technik ausgestattete Eisenbahn gezeigt werden sollte.

## Streckenbeschreibung

Streckenabschnitt zwischen Arbaroba und Asmara

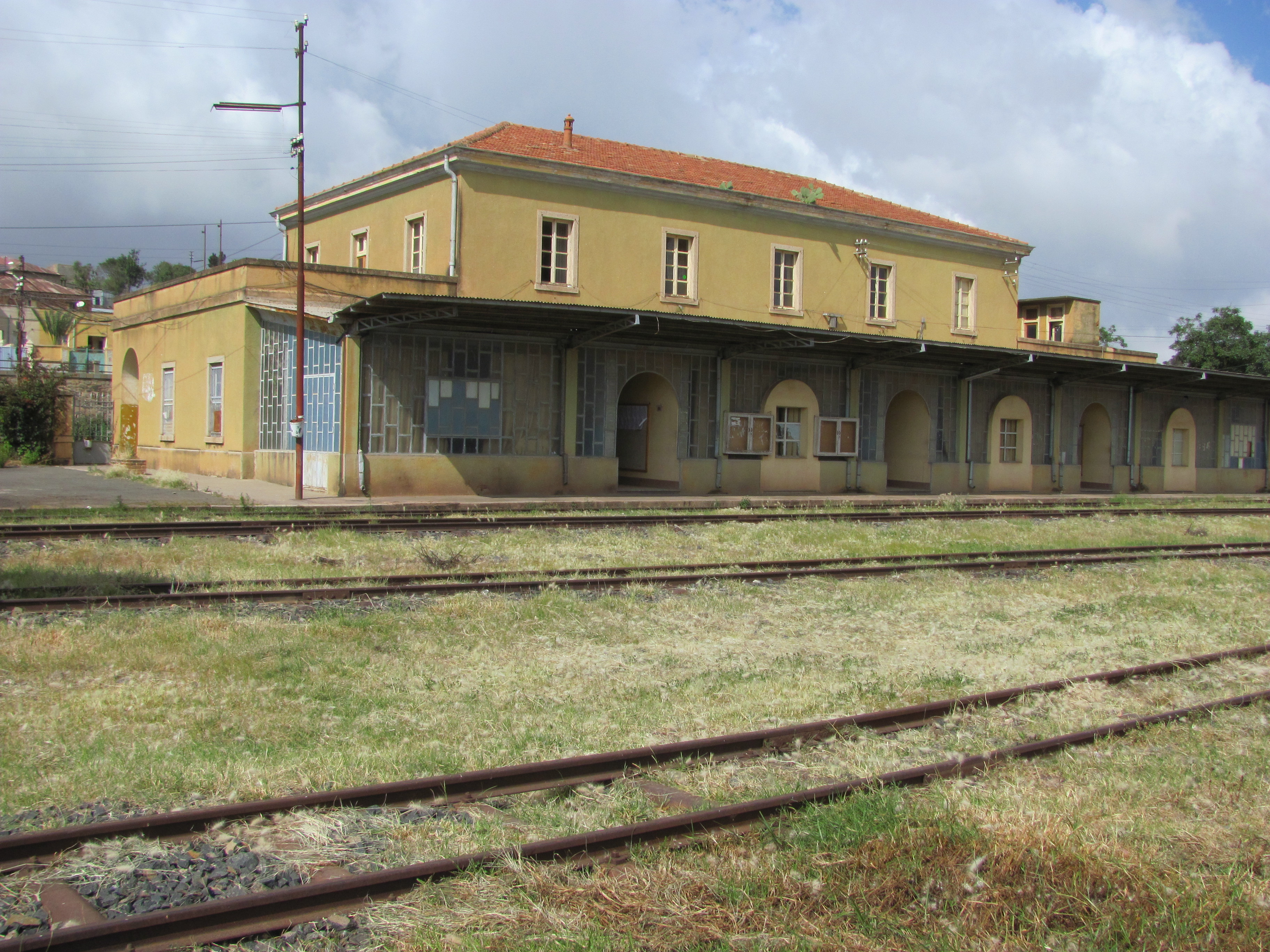
Empfangsgebäude des Bahnhofs Asmara

Die Strecke beginnt in dem Teil des Hafens von Massaua, der der Massaua-Insel vorgelagert ist. Sie führt über einen kurzen Damm zur Insel Taulud, wo sich ehemals der „Hauptbahnhof“ von Massaua befand. Das Festland erreicht die Strecke über einen weiteren, längeren Damm. Die ersten 10 Kilometer verläuft die Strecke zunächst noch durch Vororte von Massaua und die flache Küstenebene des Roten Meeres, eine Wüste, bevor es hügeliger wird. Nach dem Bahnhof Moncullo überquert die Strecke auf einem 14-Bogen-Viadukt, dem längsten der Strecke, den Fluss Obel. Anschließend durchquert die Strecke ein Flüchtlingslager somalischer Flüchtlinge. Hinter dem Bahnhof Mai Atal beginnt die Strecke erheblich zu steigen und verläuft durch eine Hügellandschaft, in einer Steppe. Ab Baresa folgt sie dem Lauf eines Wadi, an dessen Ufern immer wieder Flussoasen zu sehen sind, in denen Zitrusbäume angebaut werden. Hier befinden sich auch drei Tunnel (Nr. 3–5), die erhebliche Fledermauspopulationen aufweisen. Kurz vor dem Bahnhof Ghinda folgt die Strecke einer engen Schlucht. Zwischen den Bahnhöfen Ghinda und Embatkalla gewinnt die Strecke durch zahlreiche Schleifen, die in die Berglandschaft gelegt wurden, weiter an Höhe und steigt bis zum Bahnhof Nefasit weiter an. Hier beginnt ein landschaftlich dramatischer Abschnitt, bei dem die Strecke durch zahlreiche Tunnel führt und in langen Abschnitten in steilen Berghängen trassiert ist. Unmittelbar hinter dem Bahnhof Arbaroba folgt ein 5-Bogen-Viadukt, das die Bahntrasse malerisch in den Ort einbettet. Zwischen Arbaroba bis weit hinter Shegerini, meist mit Sichtbeziehung zur Kirche des Klosters Shegerini, folgen nun zahlreiche Schleifen, die in die Berglandschaft gelegt wurden, um Höhe für den abschließenden Aufstieg nach Asmara zu gewinnen. Von zahlreichen Punkten öffnen sich Blicke, die zugleich mehrere Tunnel und Streckenabschnitte auf unterschiedlichen Höhen zeigen.

## Betrieb
Das starke Gefälle der Strecke führt zu einigen Besonderheiten: Die Dampflokomotiven der Bahn verkehren alle immer mit dem Dampfkessel bergwärts, um sicherzustellen, dass die vom Feuer berührten Teile des Kessels immer Wasser führen. Die Bahn arbeitet mit einem einzelnen Mittelpuffer und darunter einer Schraubenkupplung. Die Züge haben keine durchgehenden Bremsen. Auf jedem Wagen und jeder Lokomotive muss ein Bremser mitfahren, der eine mechanische Bremse bedient. Es besteht keinerlei Signalsystem. Früher erteilten die Fahrdienstleiter den Fahrbefehl schriftlich. Heute geschieht das, falls sich überhaupt mehr als ein Zug auf der Strecke befindet, nur noch mündlich per Handy.

### Fahrzeuge

#### Dampflokomotiven der Schmalspurbahn Massaua–Saati
Die Erstausstattung der Bahn bestand aus vier Bn2t-Tenderlokomotiven von Henschel (Fabrik-Nr. 2430, 2452–2453, 2486 / 1887) mit der Spurweite 750 mm, die mit den Nummern 1–4 bezeichnet wurden. Die Lokomotiven waren von Nebenbahnen Sardiniens bestellt, aber dann von der Militärgeneralverwaltung übernommen und vor ihrer Lieferung nach Massaua in Italien umgebaut worden. Später erwarb die Militärverwaltung eine zweiachsige Lok von der Maschinenfabrik Esslingen (Fabrik-Nr. 2273 / 1887), die die Nummer 5 erhielt. Die Nummern 6 und 7 (Henschel, Fabrik-Nr. 3126 und 3127 / 1890), ebenfalls mit der Achsfolge Bn2t stammten von der Militärschule Rom. Alle Lokomotiven wurden im Jahr 1900 auf 950 mm umgespurt und blieben bis 1925 im Dienst.

### Dampflokomotiven der FE

#### Mallet-Lokomotiven von Maffei und Ansaldo (R.440)
Für die Bergstrecke wurden stärkere Lokomotiven, nun für eine Spurweite von 950 mm, notwendig. 1907 wurde bei Maffei in München drei B’Bn4vt Mallet-Tenderloks (Fabrik-Nr. 2642–2644 / 1907) beschafft, die die Nummern 8–10 erhielten. Die Lokomotiven waren so gut für die Strecke geeignet, dass sie als Vorbild für weitere Beschaffungen dienten. 1911 bis 1914 wurden von Ansaldo 13 weitere Mallets mit den Nummern 11–23 beschafft. Fünfzehn Maschinen gleicher Bauart wurden 1914 und 1915 an die Ferrovie dello Stato Italiane geliefert, die sie als Baureihe R440 einsetzte. Alle Mallet-Lokomotiven konnten bei einer Steigung von 35 ‰ eine Anhängelast von 55 t befördern. 1939 erhielten alle Lokomotiven die Baureihenbezeichnung R.440. Die Lokomotive R.440.008 ist als letzte ihrer Art inzwischen wieder betriebsfähig aufgearbeitet.

#### Klien-Lindner-Lokomotiven von Ansaldo mit Fabrik-Nr. 1300–1304 (R.443)
Mit der Fertigstellung der Strecke bis Agordat wurden weitere Lokomotiven benötigt. Anstatt der Mallet-Lokomotiven wurden vierachsige Dh2t Tenderlokomotiven mit einfacher Dampfdehnung beschafft. Zur Verbesserung der Kurvengängigkeit waren die Lokomotiven mit Klien-Lindner-Hohlachsen ausgerüstet. Die Lokomotiven mit den Nummern 41–45 bewährten sich nicht besonders, so dass in den folgenden Jahren wieder Mallet-Lokomotiven beschafft wurden. 1939 erhielten diese Loks die Baureihenbezeichnung 443. Von dieser Baureihe ist keine Lokomotive mehr erhalten.

#### Zweiachsige Lokomotiven von Breda (R.202)
Dem durch das steigende Verkehrsaufkommen verursachten Lokomotivmangel wurde durch weitere Neubeschaffungen und Umsetzungen aus Italien begegnet. Zwischen 1927 und 1932 lieferte Breda 11 kräftige Bn2t Nassdampf-Tenderlokomotiven, die 1939 der Baureihe R.202 zugeordnet wurden Der Buchstabe „R“ (für scartamento ridotto, Schmalspur) entfiel mit der Umzeichnung 1936.
- Breda 2168–2170 / 1927 Bn2t Erythräa R.202.001–003 ab 1939 R 202.101–103
- Breda 2272–2273 / 1929 Bn2t Erythräa R.202.004–005 ab 1939 R 202.104–105
- Breda 2452–2457 / 1938 Bn2t Erythräa R.202.106–111

Sechs dieser Lokomotiven sind erhalten, zwei fahrbereit, der Rest abgestellt.

#### Mallet-Lokomotiven von Officine Meccaniche Reggio Emilia (R.441)
Ab 1933 wurden von den Officine Meccaniche Reggio Emilia weitere Mallet-Lokomotiven mit einfacher Dampfdehnung in Heißdampf-Ausführung bezogen, die teilweise mit Überhitzer ausgestattet waren. Die Anhängelast dieser Maschinen war 20 % höher als die der vorhandenen Mallet-Lokomotiven. Bei der Umzeichnung 1936 erhielten sie die Baureihenbezeichnung R.441.
- Reggiane 136–143 / 1933 B'B'-n4vt Erythräa R.441.25–441.32
- Reggiane 144–151 / 1936 B'B'-n4vt Erythräa R.441.33–441.40

Von dieser Baureihe soll es weitere Exemplare gegeben haben, denn nach dem Zweiten Weltkrieg wurden vier Lokomotiven dieser Baureihe nach Libyen verbracht, während eine in Eritrea verblieb.

#### Umsetzung verschiedener Lokomotiven aus Italien (R.440)
1936 wurden 12 Mallets von den Schmalspurbahnen auf Sizilien abgezogen und nach Eritrea verlegt. Weitere Maschinen wurden aus vorhandenen Teilen in der Werkstatt in Asmara angefertigt. Außerdem wurden zwei Apio (Achsfolge Cn2t und 1Cn2t) gebraucht von der italienischen Staatsbahn übernommen.
- Ansaldo 1113–1115 / 1914 B'B'n4vt F.S. ( Col.Afr. ) R.440.1–R.440.3
- Ansaldo 1116–1118 / 1915 B'B'n4vt F.S. ( Col.Afr. ) R.440.4–R.440.6
- Ansaldo 1161–1163 / 1915 B'B'n4vt F.S. ( Col.Afr. ) R.440.7–R.440.9
- Ansaldo 1164–1166 / 1916 B'B'n4vt F.S. ( Col.Afr. ) R.440.10–R.440.12

Von diesen Lokomotiven ist keine erhalten.

#### Mallet-Lokomotiven von Ansaldo (R.442)
Im Jahr 1938 wurden von Ansaldo nochmals acht B'B'h4vt Heißdampf-Mallets in verstärkter Ausführung geliefert, die 1939 die Baureihenbezeichnung R.442 erhielten. Diese Maschinen konnten 90 t über die Steigung nach Asmara ziehen. Die 442.54, 442.55, 442.56 und die 442.59 sind einsatzfähig.

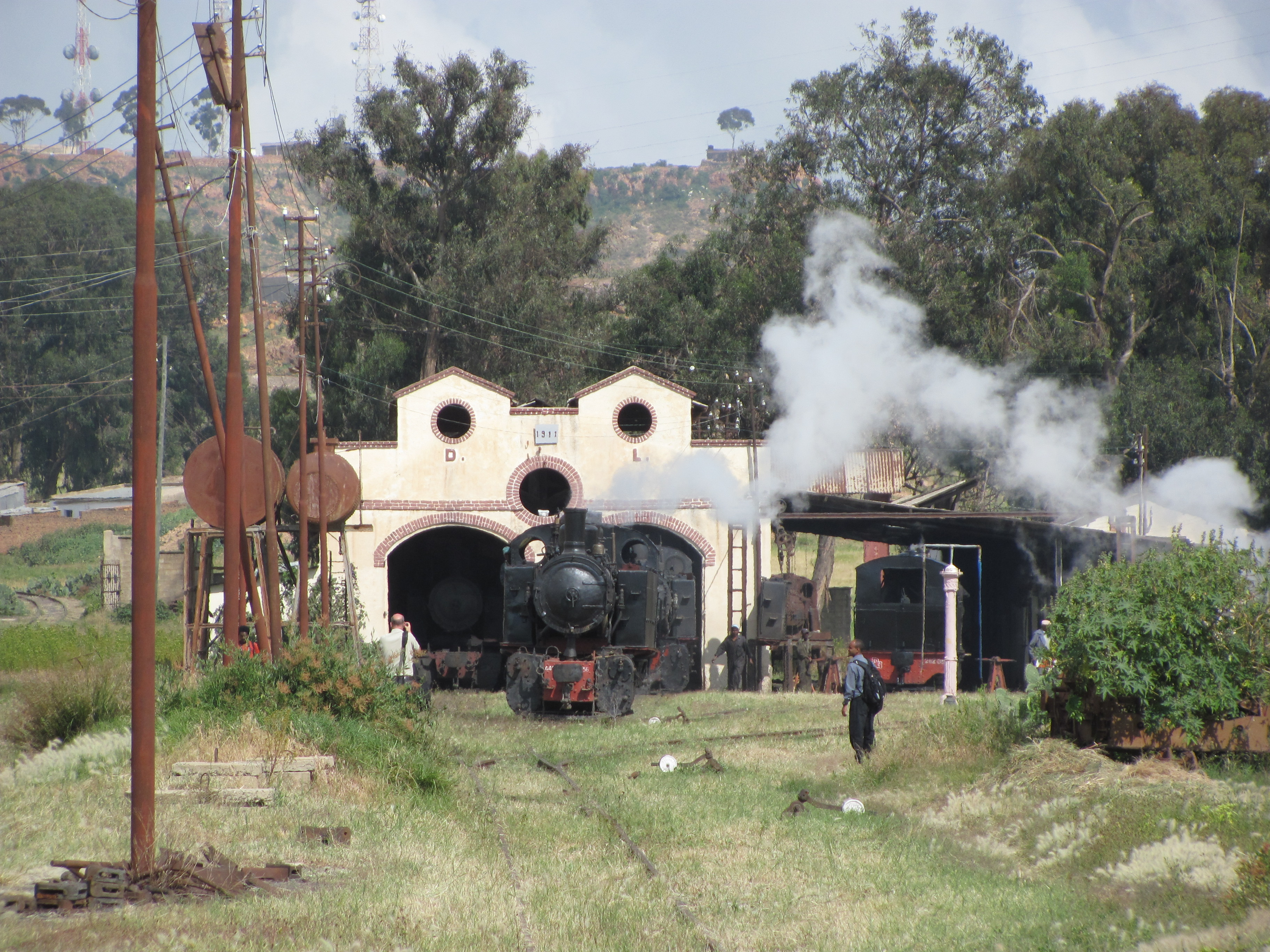
Bahnbetriebswerk Asmara
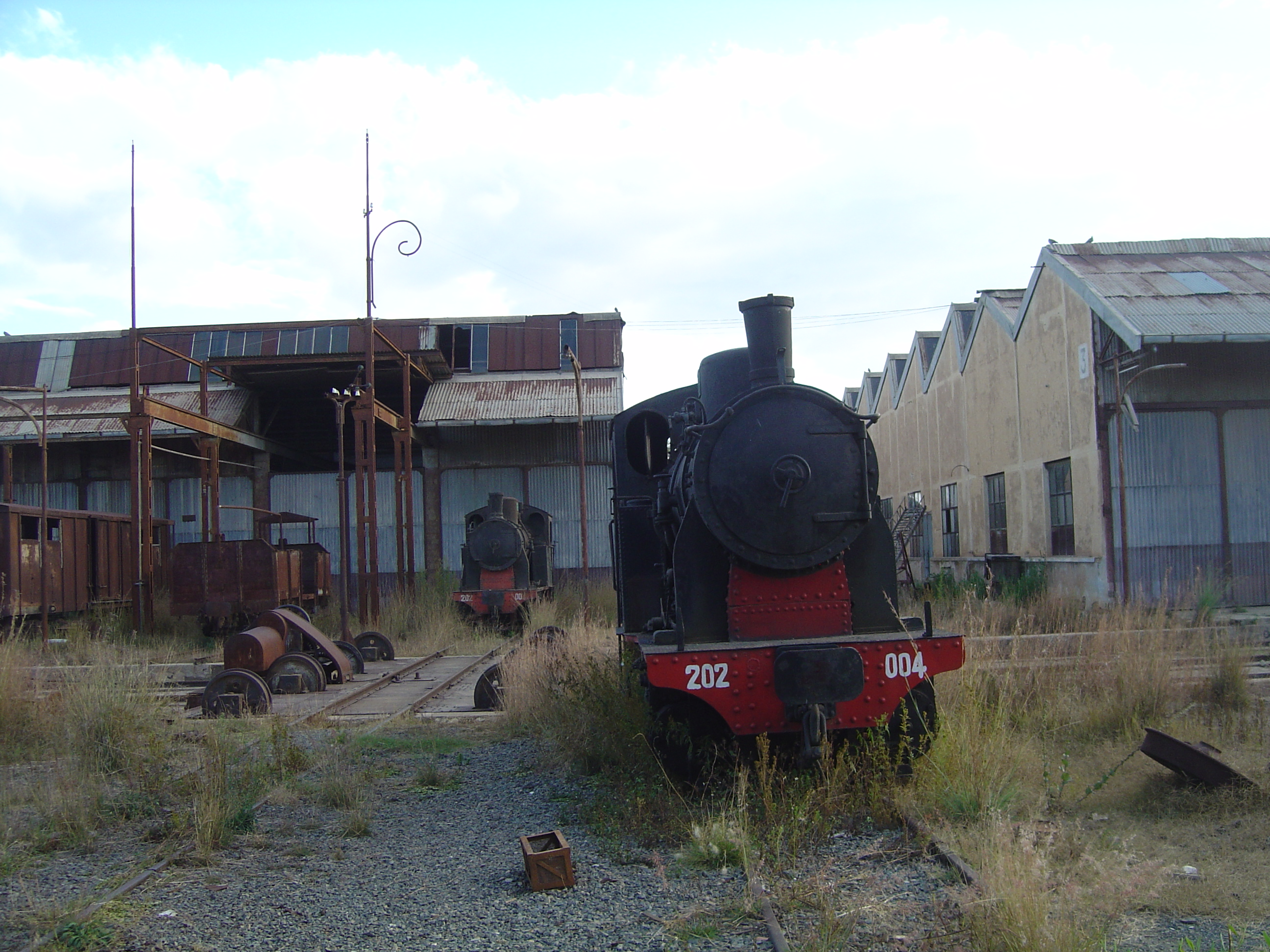
Lokomotiven der Baureihe R.202 in Asmara
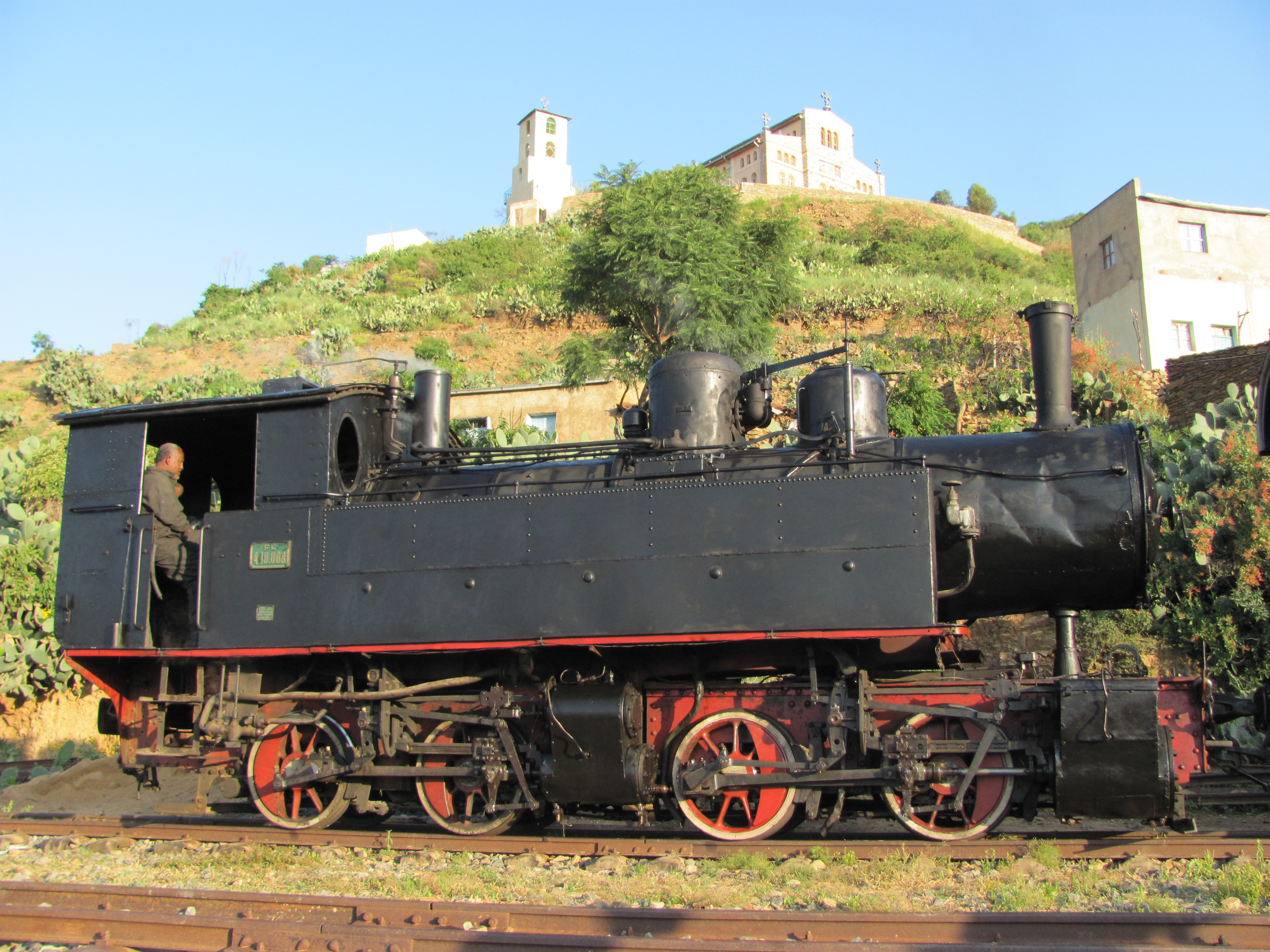
Lokomotive der Baureihe R.440; im Hintergrund das Kloster Shegerini
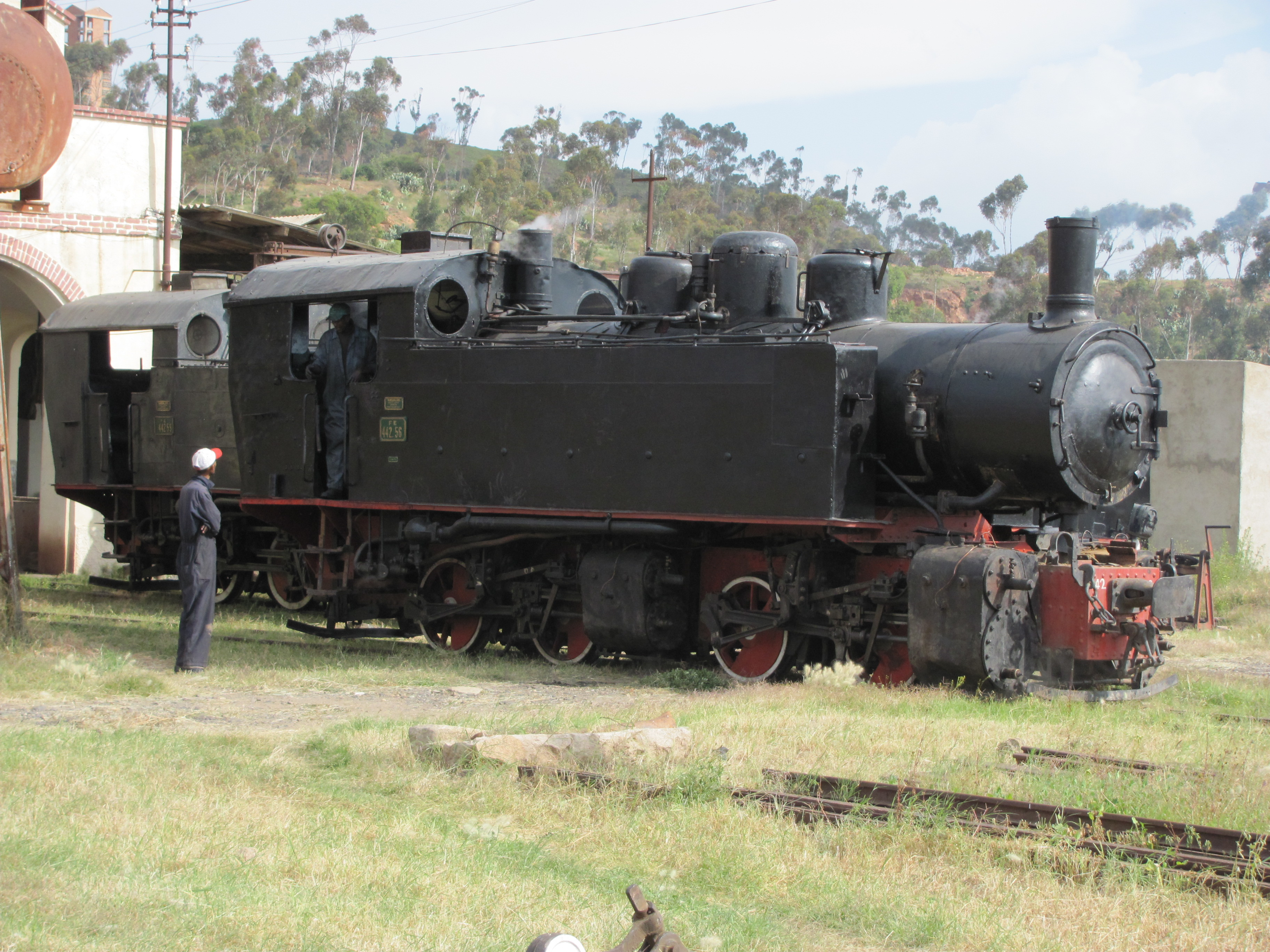
Ansaldo R.442.56 im Betriebswerk Asmara

### Dieselfahrzeuge

#### Littorine
Mit dem Aufstieg von Asmara wuchs auch der Bedarf an komfortablen Reisemöglichkeiten. Zu diesem Zweck wurden zwischen 1935 und 1937 neun Littorine nach Eritrea geliefert. Diese Schienenbusse hatten gute Laufeigenschaften, waren mit 28 Sitzplätzen der ersten Klasse ausgestattet und hielten in Massaua an einer eigens gebauten Haltestelle, die zwischen Hafen und Altstadt gelegen war. Zwei Fahrzeuge dieser Bauart, Nr. 2 und Nr. 7 sind erhalten, mindestens eines davon einsatzfähig. Darüber hinaus existiert ein weiterer, als „Littorinella Nr. 2“ bezeichneter Triebwagen, ebenfalls einsatzfähig.
Weiter existiert ein nicht mehr fahrbereiter zweiachsiger Triebwagen von Brown Boveri, der in der Werkstatt in Asmara abgestellt ist und früher als Generatorwagen eingesetzt war.

#### Diesellokomotiven
Im Jahr 1940 wurden bei TIBB (BBC) in Mailand vier Diesellokomotiven der Achsfolge Bo'Bo'-de mit einer Leistung von 550 PS gebaut, wegen des Kriegsverlaufs jedoch nicht mehr nach Eritrea verschifft. Die erste in Eritrea eingesetzte Diesellokomotive war eine zweiachsige Maschine, ebenfalls von BBC, mit der Achsfolge Bo und einer Leistung von 150 PS, die durch die britische Armee von der dort aufgegebenen Bahnstrecke Mogadischu–Villaggio Duca degli Abruzzi (heute: Jawhar) aus Italienisch-Somaliland (vgl.: Schienenverkehr in Somalia), wo sie seit 1935 im Einsatz war, zur Eritreischen Eisenbahn verlegt wurde. Die völlig ausgeschlachtete äußere Hülle des Fahrzeugs ist im Bahnhof Mai Atal erhalten.
Kurz nach dem Zweiten Weltkrieg wurden vom italienischen Hersteller Fiat mehrere diesel-elektrische Lokomotiven, bezeichnet als „FIAT TL 150“, bezogen. Die Lokomotiven hatten die Achsfolge Bo'Bo, eine Höchstgeschwindigkeit von 70 km/h, ein Dienstgewicht von 46 Tonnen und eine Leistung von 550 PS. Ein Exemplar, nicht mehr einsatzfähig, steht in Mài Atal.
[Hinweis; bitte prüfen: Das Wrack in Mài Atal ist zweiachsig und kann unmöglich 550 „PS“ geleistet haben. Die vorgenannten Leistungs- und Massenangaben zur Bo'Bo'-de dürften sich eher auf das TIBB-Projekt von 1940 mit Fahrzeugteil von FIAT beziehen, von denen laut der Website von Stefano Pettini kein Fahrzeug nach Eritrea gelangte, in Übereinstimmung zum ersten Satz dieses Abschnittes]
Nach der Annexion Eritreas durch Äthiopien wurden im Jahr 1957 vier dieselhydraulische Lokomotiven von Krupp, Achsfolge B'B', mit einer Leistung von 630 PS beschafft. Davon sind zwei, die D25 und D27, betriebsfähig. Da die Fahrzeuge aber ca. 4 Liter Dieseltreibstoff auf den Kilometer verbrauchen, können sie nicht wirtschaftlich eingesetzt werden.

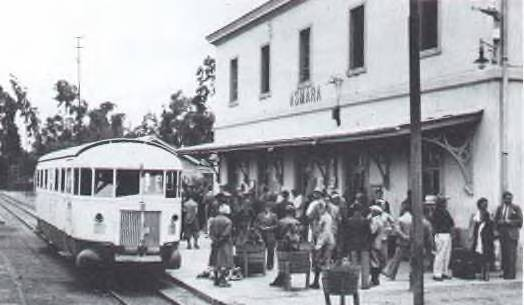
Bahnhof Asmara 1938
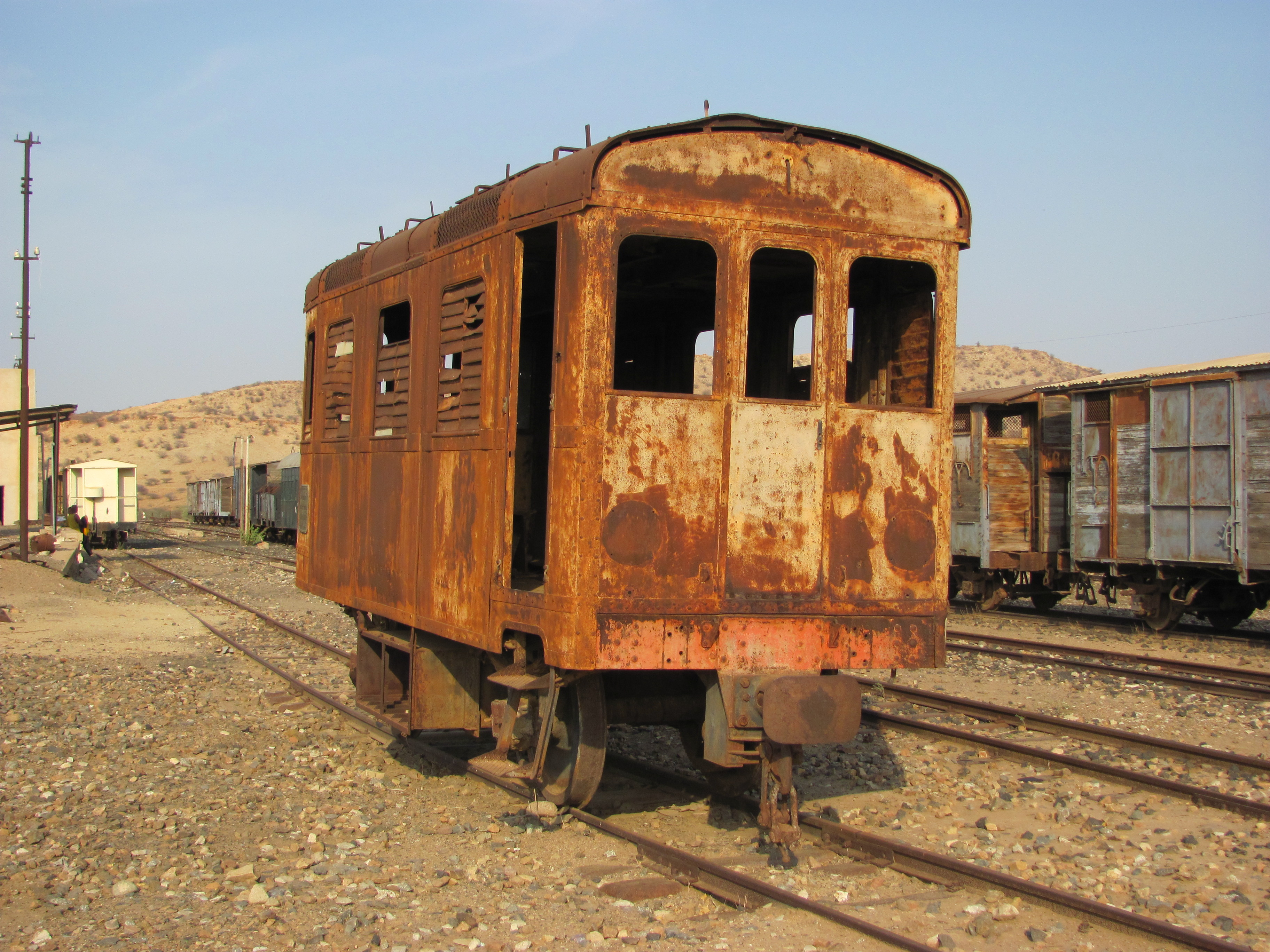
Wrack der ehemaligen somalischen Diesellokomotive im Bahnhof Mai Atal
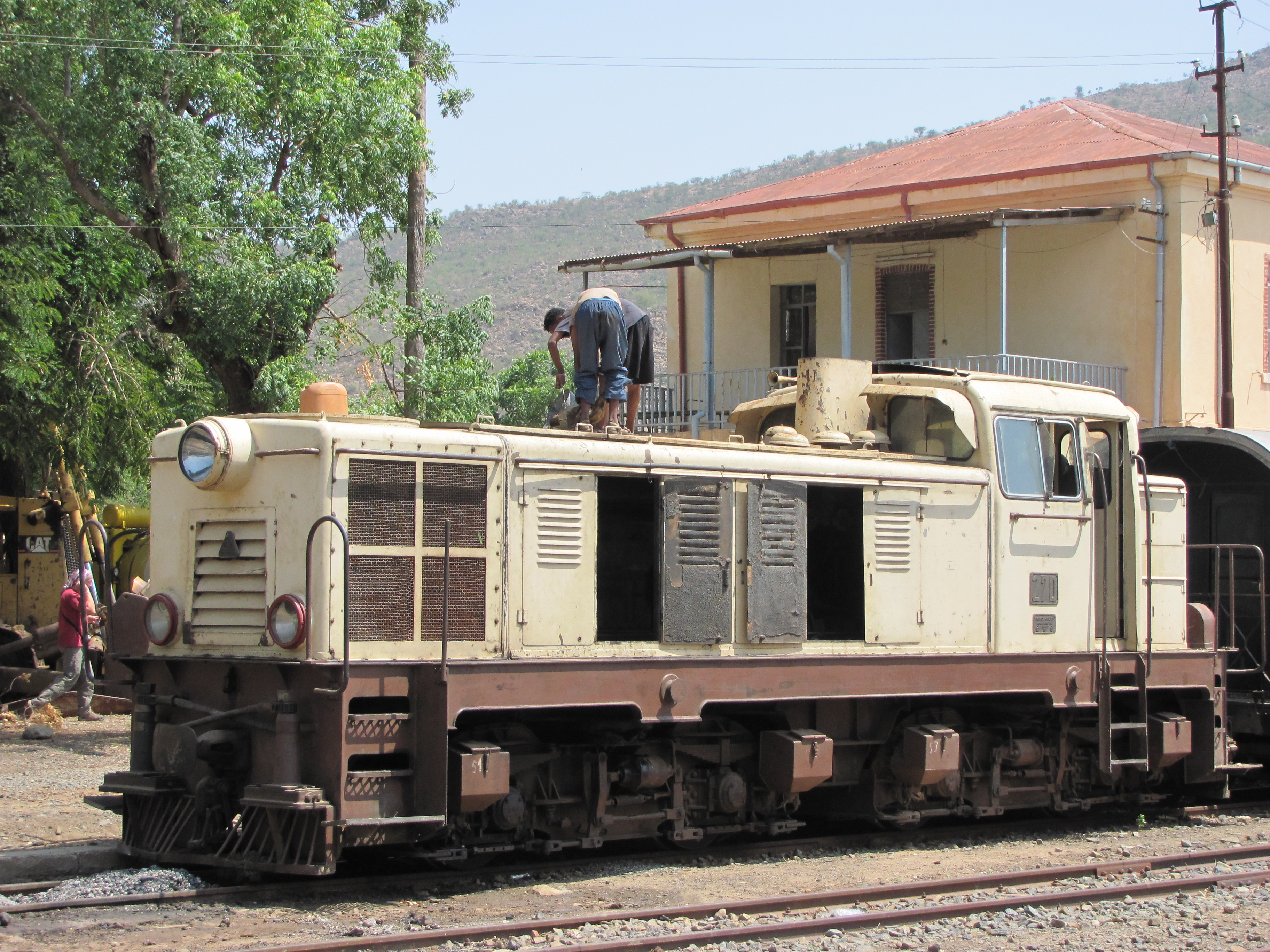
Diesellokomotive 27D im Bahnhof Ghinda
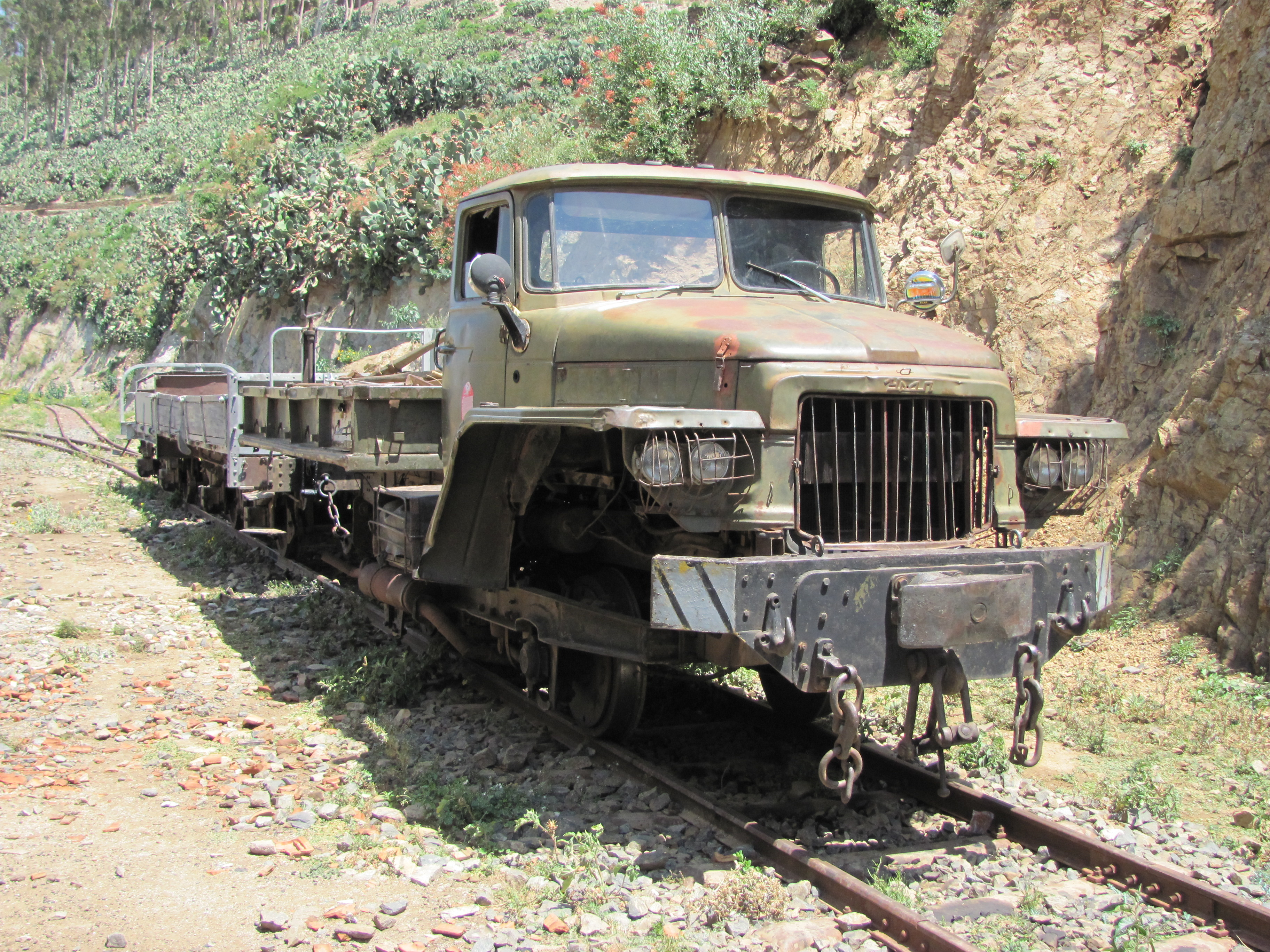
Umgebauter Ural-375D
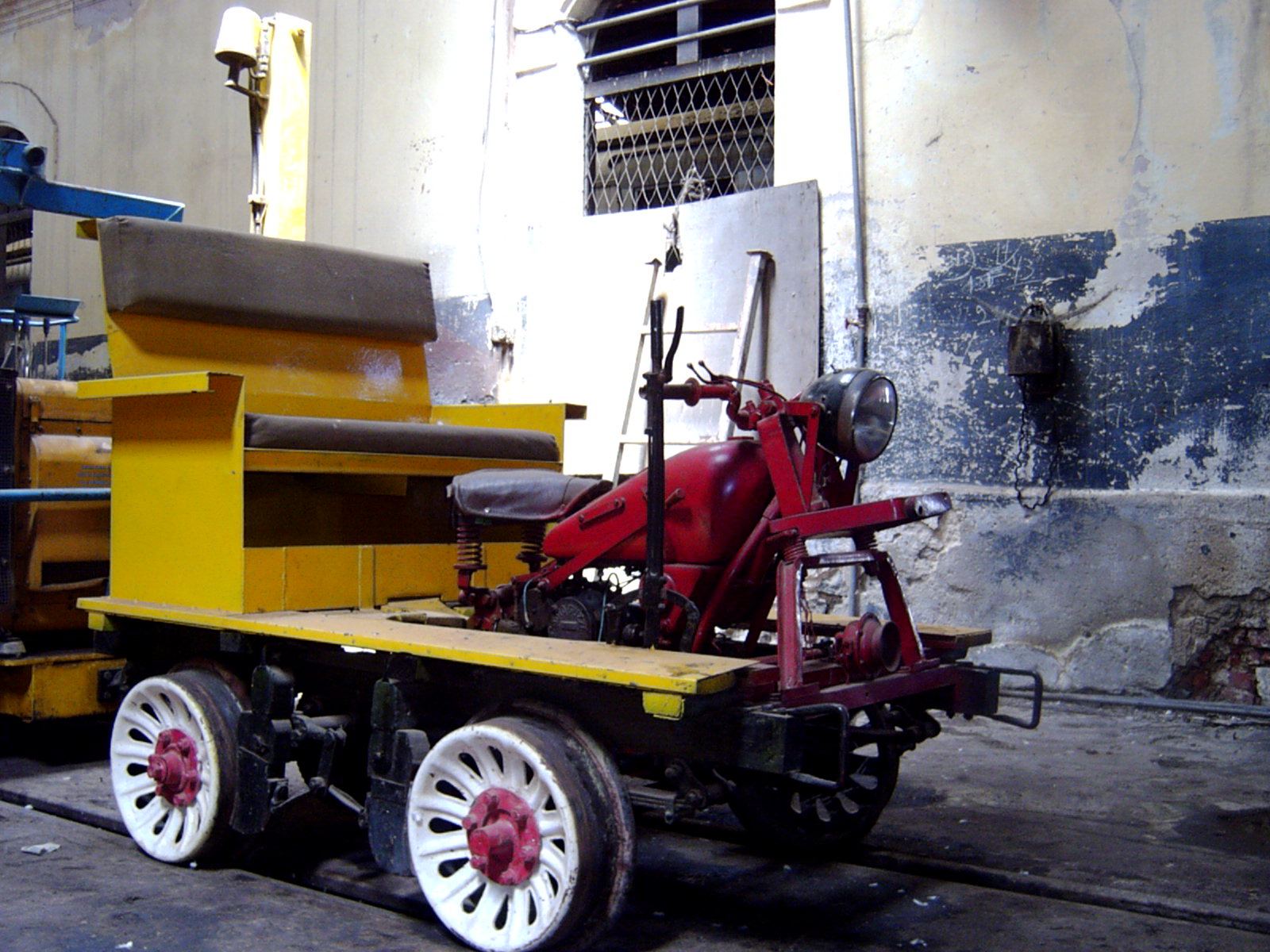
Fahrzeug zur Streckenkontrolle

#### Streckenfahrzeuge
Außergewöhnlich ist ein Streckenfahrzeug der eritreischen Eisenbahn, das unter Verwendung eines Motorrades von Moto Guzzi hergestellt wurde. Zusätzlich besitzt die Eisenbahnverwaltung auch noch zwei zu Schienenfahrzeugen umgebaute russische LKW vom Typ Ural-375D. Diese Fahrzeuge kommen regelmäßig für Wartungsarbeiten auf die Strecke. Von ehemals drei Schienenkränen ist einer einsatzfähig.

### Wagen

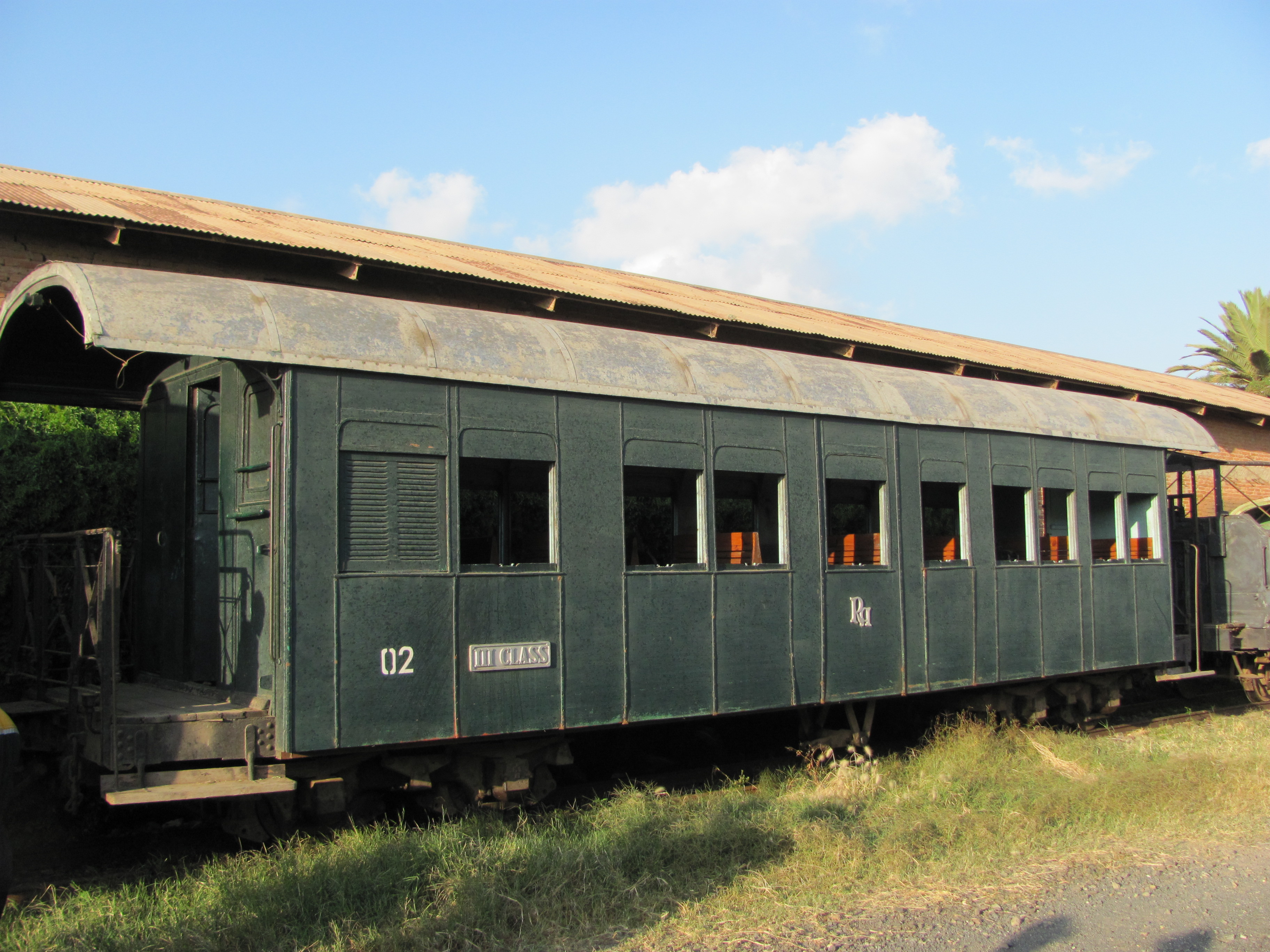
Einheits-Personenwagen „3. Klasse“

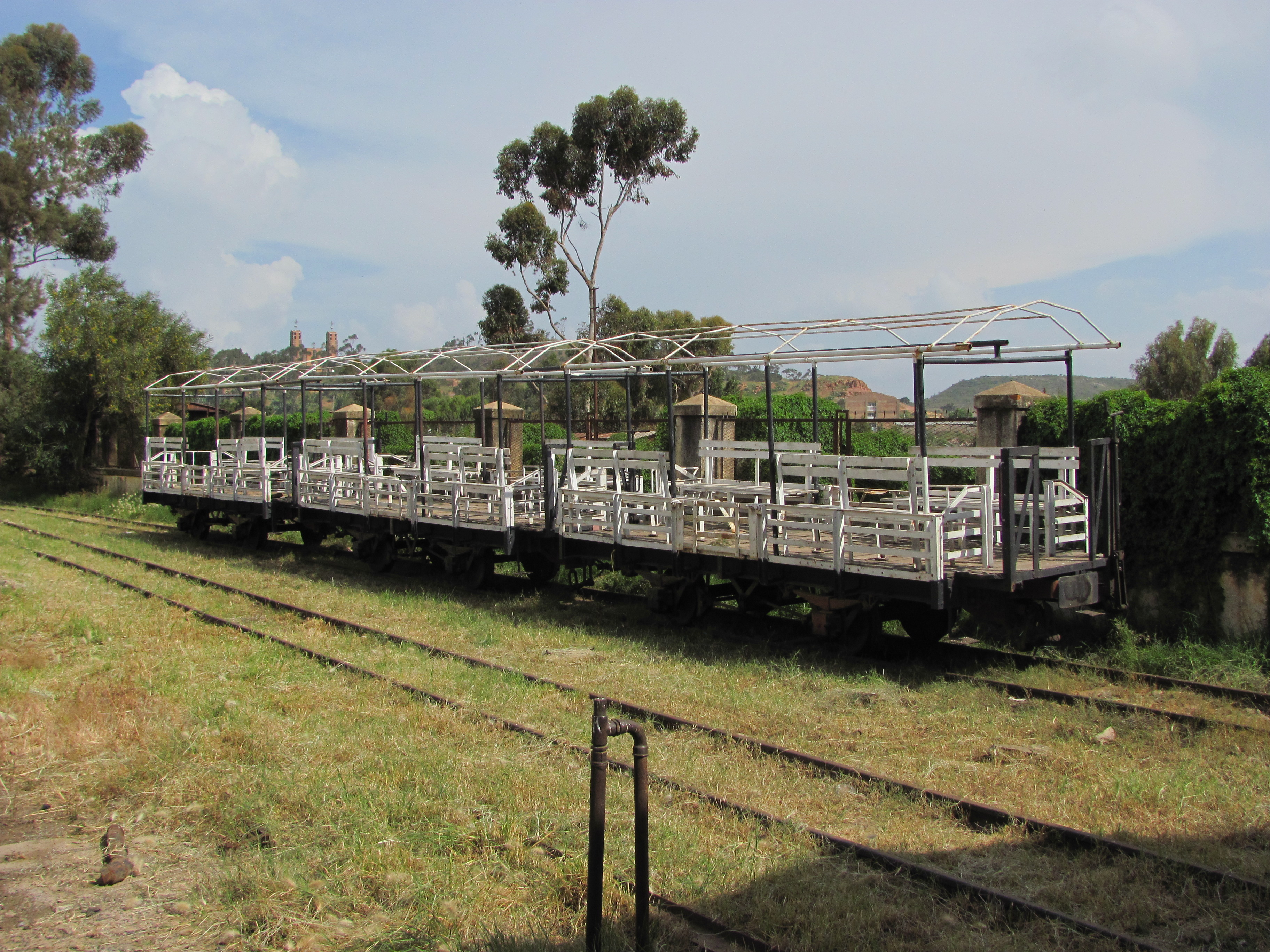
Ehemaliger Vorortzug

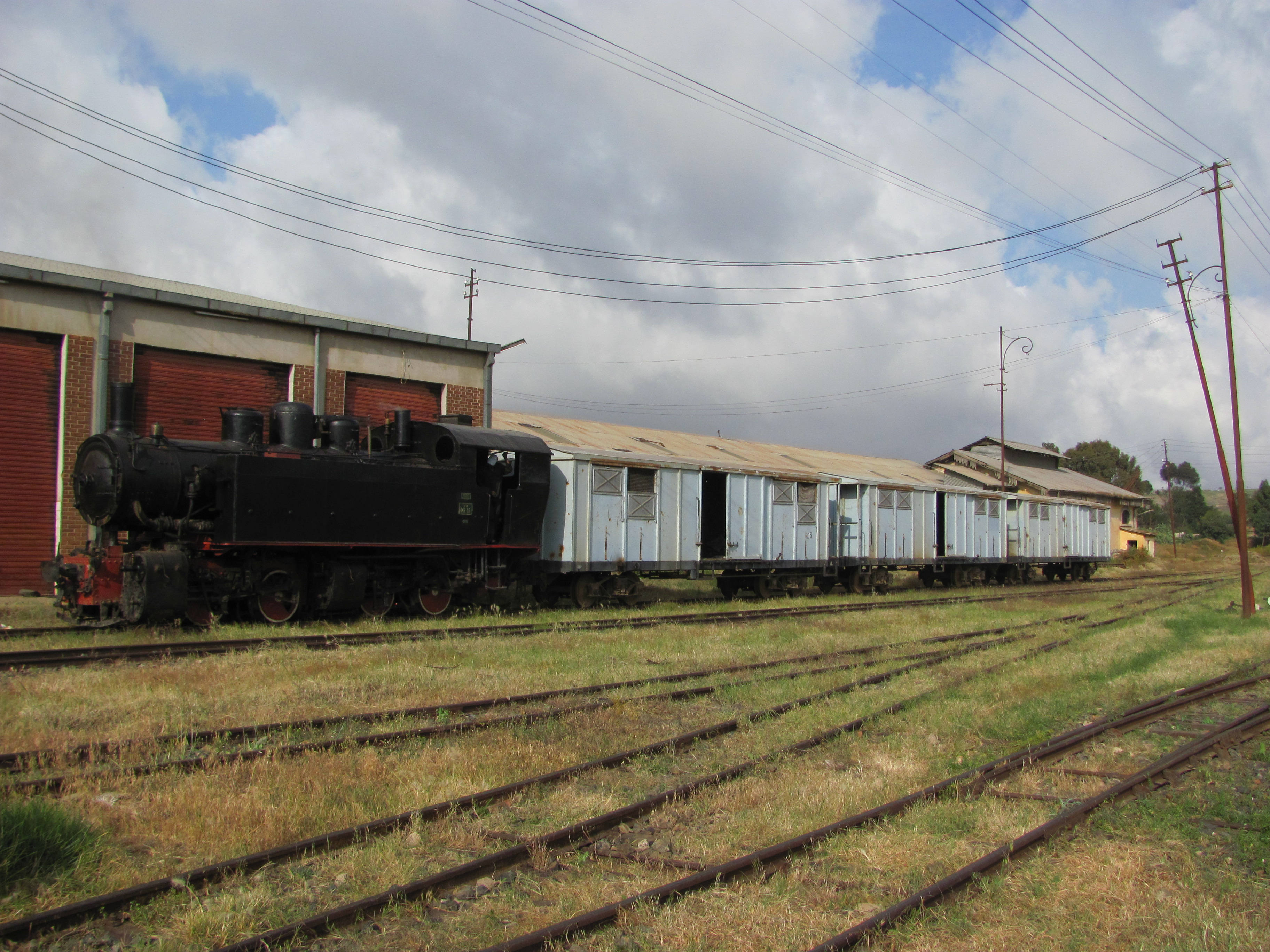
Güterzug bei der Einfahrt in den Bahnhof Asmara

Ursprünglich gab es drei Wagenklassen. Die historischen, heute wieder aufgearbeiteten, fahrtüchtigen vierachsigen Personenwagen mit zwei Drehgestellen – insgesamt sollen es 10 sein – tragen alle die Beschilderung „III. Klasse“. Anhand der unterschiedlichen Fensteraufteilung einiger dieser Wagen ist davon auszugehen, dass sie ursprünglich mehrklassig waren. Sie haben offene Einstiegsplattformen, auf jeweils einer befindet sich der Arbeitsplatz für einen Bremser. Ausgestattet sind die Wagen mit quer zur Fahrtrichtung angeordneten Holzbänken. Die Fenster haben lediglich Sonnenschutzgitter, aber keine Verglasung.
In der italienischen Kolonialzeit von Eritrea gab es einen Salonwagen für den Gouverneur der Kolonie.
Weiter gibt es zwei Garnituren offener Personenwagen mit an den Längsseiten angeordneten Sitzbänken. Diese wurden in sehr einfacher Ausführung auf Flachwagen aufgebaut. Als Sonnenschutz können über die Wagen Planen gespannt werden. Mit mindestens einer dieser Garnituren wurde von Massaua bis zum Bahnhof Otumlo ein – inzwischen eingestellter – Vorortverkehr betrieben. Als Zuglokomotiven dienten kleine Rangier-Diesellokomotiven, die heute in Asmara abgestellt sind.
Auch eine Anzahl Güterwagen sind erhalten oder wurden wiederhergestellt. Vorhanden sind sowohl zweiachsige Güterwagen als auch solche mit vier Achsen und zwei Drehgestellen. Es gibt Flachwagen, Offene Güterwagen und gedeckte Güterwagen. Sie werden heute im Güterverkehr nicht mehr eingesetzt und dienen in der Regel als „Packwagen“ in Touristenzügen oder als Kulisse in Sonderfahrten, die für Eisenbahnfotografen gefahren werden.

## Heutiger Verkehr
An Wochenenden verkehrte ein Touristenzug – falls sich in ausreichender Zahl (mindestens 10) Fahrgäste fanden, die für die Fahrt von Asmara nach Nefasit 50 US-Dollar zu zahlen bereit waren. Im Übrigen konnten Sonderzüge bestellt werden, um die Strecke ganz oder in Abschnitten zu befahren. Seit Anfang 2014 ist allerdings keine Kohle mehr vorhanden, um die Dampflokomotiven zu betreiben. Auch hat seit 2012 wohl kein Unterhalt mehr an den Fahrzeugen stattgefunden, so dass der Betrieb nun (2015) ruht.

## Zukunft

### Asmara–Massaua
Da für den Wiederaufbau auf Altmaterial zurückgegriffen werden musste, erfolgte er auf dem technischen Standard von 1920. Das heißt, dass wieder Schienenprofile von 28 kg/m verlegt wurden, was die Achslast auf 12 Tonnen beschränkt, dass keinerlei Signalsystem besteht und die Ausweichgleise der eingleisigen Strecke nur kurz sind. Der leichte Oberbau lässt schwere Güterzüge nicht zu. Die Strecke ist derzeit für einen effektiven Bahnverkehr nicht ausgelegt. Künftig sollen deshalb Schienen von der Stärke 50 kg/m eingebaut werden. 500.000 Tonnen Güter pro Jahr wären nach Schätzungen derzeit das maximale Transportvolumen.
Geplant ist Güterverkehr zwischen Massaua, Asmara und eventuell darüber hinaus. 2006 fand eine Testfahrt statt, bei der auf einem Flachwagen ein 40-Fuß-ISO-Container und ein Kesselwagen für Öl über die Strecke transportiert wurden, weil das Gerücht verbreitet war, dass die Tunnelprofile dafür zu schmal seien. Entgegen den Erwartungen passte diese Ladung problemlos durch alle Tunnel. Der Versuch wurde im Juni 2010 wiederholt und im Dezember 2010 wurden zwei Container mit Ausrüstung für die Bahn vom Hafen in Massawi nach Asmara transportiert.
Die Eisenbahn verhandelt mit Firmen in China und Europa über den Kauf von Diesellokomotiven. Um aber überhaupt international Geschäfte abschließen zu können, müsste das Eritrean Rehabilitation Projekt in eine auch im Ausland anerkannte Rechtsform überführt werden, also z. B. eine Staatsbahn oder eine Aktiengesellschaft.
Hinweis: Nachdem Krupp in den 1950er Jahren Diesellokomotiven mit hydrodynamischer Leistungsübertragung nach dem System Lysholm-Smith in etliche Länder geliefert hatte, unter anderem des Hersteller-Typs „M 700 B'B'“ nach Eritrea (4 Loks) und Indonesien (30 Loks) ([Locomotiven made in Germany Ausg. 1966, S. 41,46]), musste man bei weiteren Lieferungen (u. a. für Indonesien, Burma und Thailand) statt des durstigen MAN-Motors „W6V 22/30“ zu Mercedes-Benz-Dieselmotoren „MB 820“, Maybach „MD 655“ u. ä. wechseln, dann auch zu hydrodynamischen Leistungsübertragungen von Voith. Erfahrungen mit Lysholm-Smith-Übertragungen in Diesellokomotiven [Henschel-Lokomotiv-Taschenbuch 1960, S. 187–188, Abb. 145; Zahlentafel 86, S. 509] zeigten geringe Wirkungsgrade bei Teillast und niedrigen Drehzahlen. Erfolgreicher war die Kombination aus MTU-Motoren und Voith-Hydrodynamik in der Krupp-Lokomotivfamilie „M 1500 B'B'“ für Burma/Myanmar, Indonesien und Siam/Thailand in den 1960er und 1970er Jahren [Lokomotiven made in Germany, Ausg. 1972, S. 40–42]. Diese würden zu den unten („Künftiger Betrieb“) genannten Anforderungen grob passen; Hemmnis wäre dabei neben dem Alter (nur ca. 10–15 Jahre jünger als der eritreische Bestand) die Umspurung von indonesischer Kapspur 1067 mm auf 950 mm.
Eine Aufarbeitung der beiden alten Krupp-Loks 25D und 27D in einem Original-nahen Zustand verbietet sich aus o. g. technischen Gründen. Da z. B. die indonesische Staatsbahn ein ähnliches, wenngleich „eckigeres“ Umgrenzungsprofil aufweist wie die Bahn in Eritrea, erschiene eine Kommunikation beider Bahnen über technischen Austausch und weitere Möglichkeiten sinnvoll [Abb. 12 und 37 in: Bazant, J.: Lichtraumprofile und Fahrzeugbegrenzungslinien von Eisenbahnen in: (ZEV) Glasers Annalen 87 (1963) 1, S. 13 – 18 + 5 Faltseiten mit graphischen Vergleichen internationaler Umgrenzungsprofile].

### Westlich von Asmara
Ein Problem, die Bahn wieder westlich von Asmara zu verlängern ist, dass die historische Trasse im Stadtgebiet teilweise überbaut wurde. Unter anderem steht die große Tribüne des Bahti-Meskerem-Platzes, des zentralen Aufmarschplatzes von Asmara, quer über der ehemaligen Trasse. Am realistischsten scheint heute eine Südumfahrung der Stadt entlang der im Bau befindlichen Ringstraße.
Die Strecke westlich von Asmara ist komplett abgebaut und war nicht Bestandteil des Eritrean Rehabilitation Projekt. Die Bestands-Trasse wurde zwischen Keren bis etwa sechs Kilometer vor Asmara zwar geräumt. Im Moment aber fehlt Schienenmaterial, insbesondere Weichen.

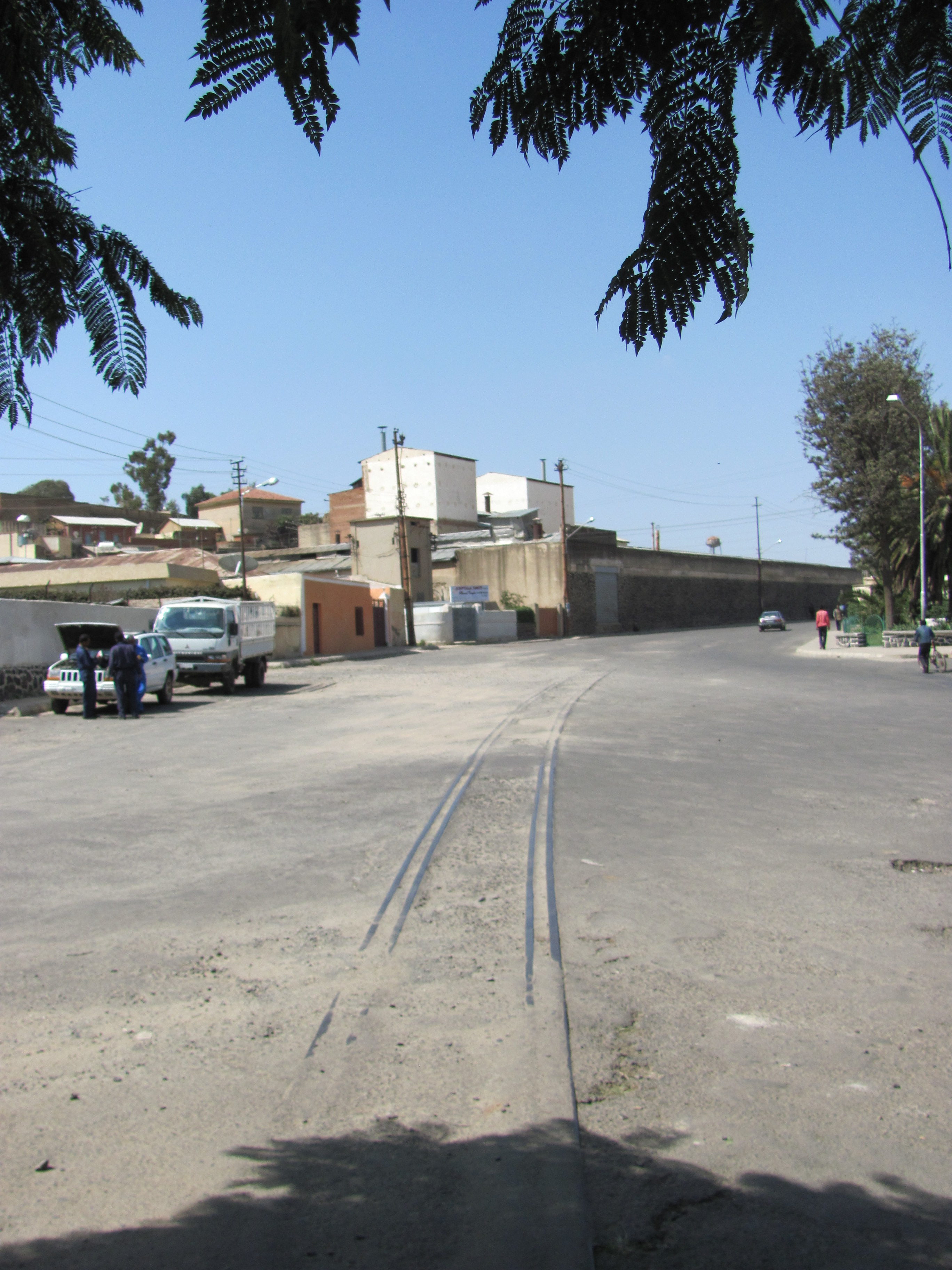
Rest der Strecke Asmara–Biscia
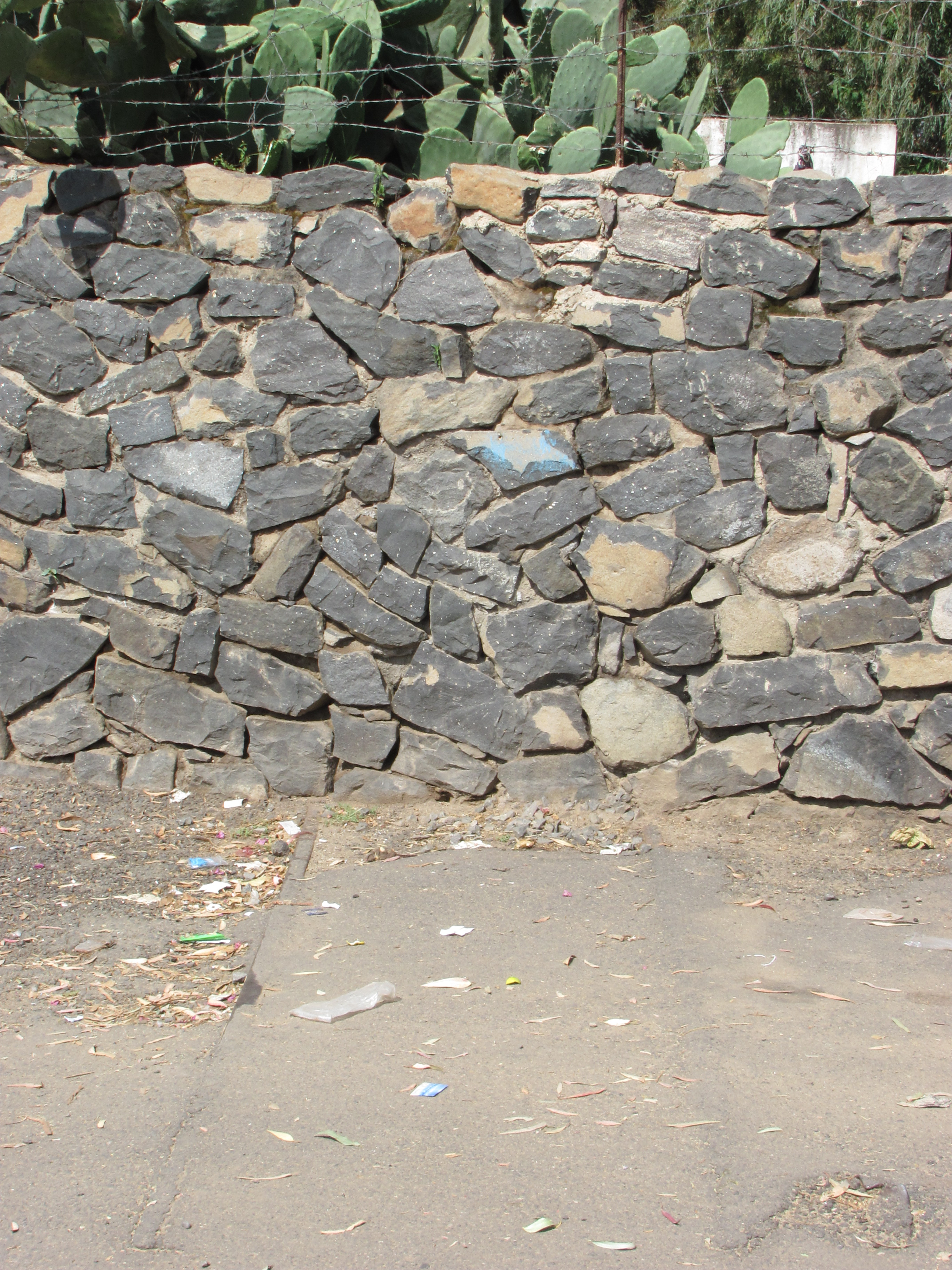
Überbautes Gleis in Asmara
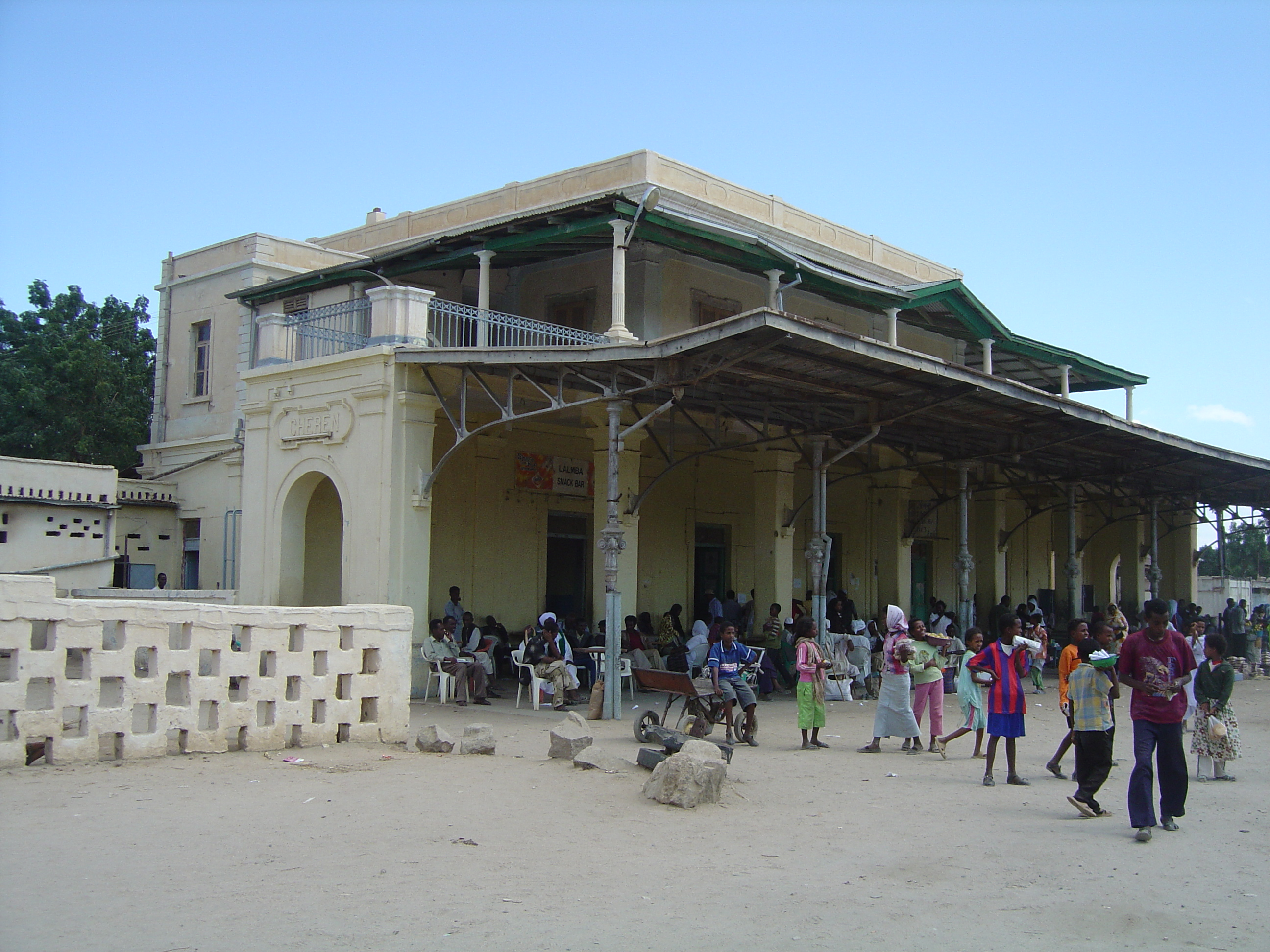
Empfangsgebäude des Bahnhofs Keren, heute: Markt und Busbahnhof
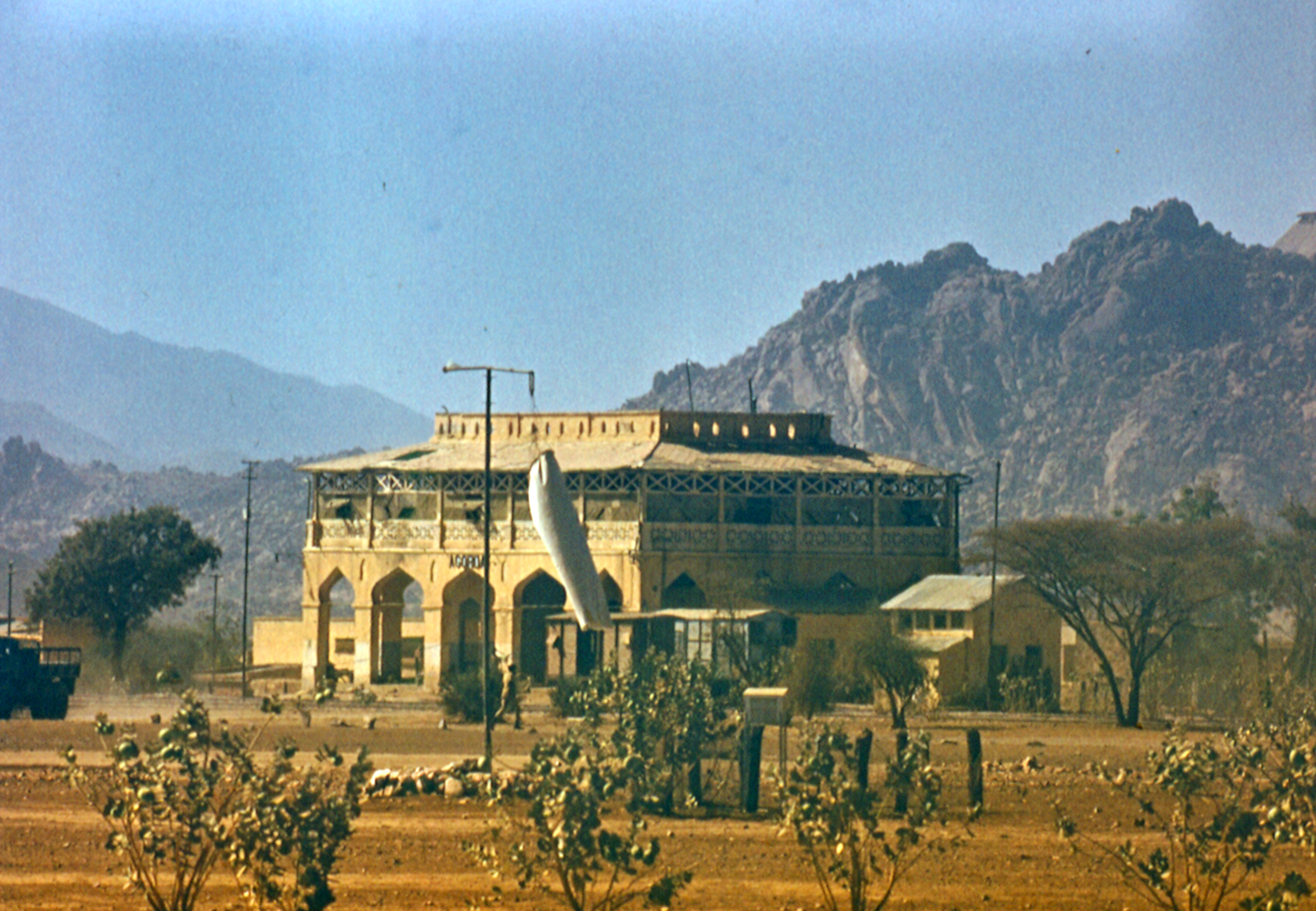
Das Empfangsgebäude des Bahnhofs Agordat

### Künftiger Betrieb
Als künftige Hauptnutzer der Bahn kommen drei Großbetriebe in Frage: Ein Zementwerk bei Massaua, das damit Baustoffe nach Asmara transportieren könnte, und zwei Bergwerke im Landesinneren, die ihre Abbauprodukte mit der Bahn zum Hafen Massaua abfahren könnten.
- Das Zementwerk liefert derzeit etwa 250.000 Tonnen Zement nach Asmara und darüber hinaus. Es hat noch keinen Bahnanschluss, es wären dafür aber nur wenige Kilometer Gleise zu verlegen. Auch eine Salzgewinnungsanlage bei Massaua könnte ihr Produkt per Bahn ins Hochland fahren.
- Das Kupfer-Zink-Bergwerk Bisha liegt in der Nähe von Biscia und hätte einen jährlichen Transportbedarf von 0,5 bis 1 Mio. Tonnen Erzkonzentrat. Dieses Transportaufkommen allein garantierte schon einen wirtschaftlichen Betrieb der Bahn. Allerdings liegt Bisha 220 km westlich von Asmara und auch noch 100 km von der abgebauten Trasse bei Keren und 40 km vom ehemaligen Endpunkt der Bahn in Agordat entfernt. Der erforderliche Kapitalaufwand ist erheblich und daher ist eine Verwirklichung unwahrscheinlich.
- Um Embadorho, nur rund 25 km von Asmara entfernt, hat Sunridge Gold exploriert. Hier wird mit etwa 250.000 Tonnen Erzkonzentrat pro Jahr gerechnet, das nach Massaua transportiert werden müsste.

Die Betreiber der Bergwerke haben angeboten, die Transportkosten für fünf Jahre im Voraus zu zahlen, um die erforderlichen Investitionen der Bahn zu finanzieren. Das aber wird voraussichtlich nicht ausreichen.
Außer den ergänzenden Strecken müssten acht Diesellokomotiven mit 1500 PS und 180 Güterwagen finanziert werden, ebenso wie ein – voraussichtlich auf Funktechnik basierendes – Zugbeeinflussungssystem. Insgesamt ein Finanzvolumen von ca. 50 Mio. US-Dollar. Zu den Lokomotiven liegen Angebote aus China und Deutschland vor. Darüber hinaus sollen noch fünf oder sechs Dieseltriebwagen mit je 100 bis 120 Sitzplätzen beschafft werden.